# ベルリンの壁

東ドイツにある西ベルリン。ベージュが西ドイツでその右の東ドイツの中の赤い部分が西ベルリン

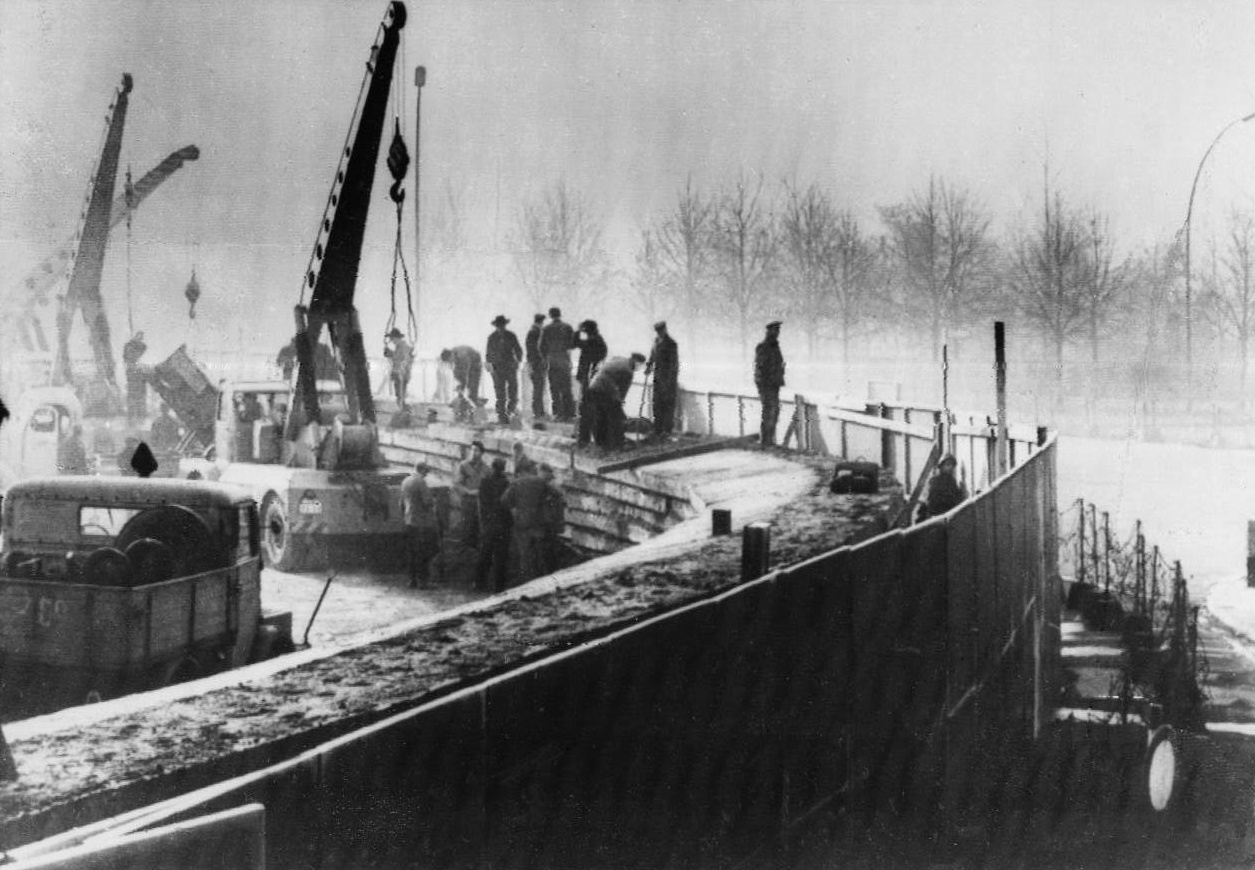
東ドイツ当局により建設中のベルリンの壁。（1961年11月20日）

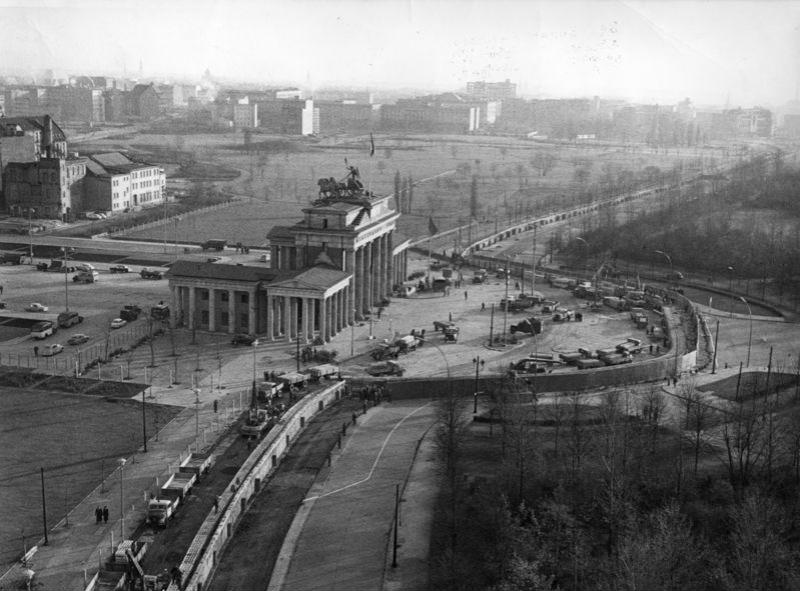
壁の前のブランデンブルク門。左側が東側で右側が西側である。（1961年）

壁による分断を示すベルリンの地図

ベルリンの壁（ベルリンのかべ、独: Berliner Mauer）は、1961年から1989年までベルリン市内に存在した壁である。
冷戦下でドイツは、東西陣営に西ドイツと東ドイツで分裂していたが、往来が自由であった西ベルリンと東ベルリンの境界線を経由して東側から西側への人口流出が続き、東ドイツに深刻な影響を及ぼした。東ドイツは自国の体制を守るべく、1961年8月13日、突如として東西ベルリン間の通行をすべて遮断し、西ベルリンの周囲をすべて有刺鉄線で隔離、のちにコンクリートの壁を作った。
このベルリンの壁はドイツ分断の象徴であり、かつ東西冷戦の象徴でもあった。そして1989年秋の東欧革命にともなう東ドイツ国内の混乱のなか、同年11月9日に東ドイツ政府の不用意な発表から、壁の国境検問所がなし崩し的に無効になり、やがて壁そのものが撤去された。これは「ベルリンの壁崩壊」と呼ばれている。

## 概要
1945年5月8日、第二次世界大戦のヨーロッパ戦線がドイツの無条件降伏により終わり、同年7月にベルリン郊外のポツダムでの会談でドイツの非軍事化・非ナチ化・民主化を主眼とする占領改革を進めることで合意された。このポツダム協定でドイツはイギリス・アメリカ合衆国・フランス・ソ連の戦勝4か国により分割占領され、そして首都ベルリンもこの4か国のそれぞれの管理地区に分割されることが決まった:325。
やがて英米仏3国とソ連が対立し、1948年6月24日にソ連が英米仏の管理地区（西ベルリン）と西ドイツとの陸路を封鎖して「ベルリン封鎖」を行った。イギリスとアメリカは6月26日から「ベルリン大空輸」で対抗し、この西ベルリン市民への生活物資の空輸作戦の成功でソ連は翌1949年5月12日に封鎖を解除し、「ベルリン封鎖」は失敗に終わった。
この決定的な英米ソの対立で、社会主義陣営に属するドイツ民主共和国（以下、東ドイツ）と、自由主義陣営に属するドイツ連邦共和国（以下、西ドイツ）が成立した。この東西両陣営の冷戦時代に入ってから、東ベルリンから西ベルリンへの人口流出が後を絶たず、危機感を抱いたソ連と東ドイツは、1961年8月13日午前0時に突然西ベルリンを包囲し、東西ベルリン間48キロを含む西ベルリンと東ドイツとが接する分割境界線155キロあまりの境界線の通行を一切遮断し、西ベルリン周囲の境界線から少し東ドイツ領内に入った地点に有刺鉄線を張りめぐらせ、その後に巨大な壁を建設した。
以後、東ベルリン市民の西ベルリンへの通行は不可能となり、多くの家族や友人・知人と不意に引き裂かれた。そしてこの後、壁を越えて越境しようとした者約200人以上が越境できずに命を失い次々と射殺されるなどの悲劇が生まれた。なお、「ベルリンの壁」は「東西ドイツの国境の一部」ではなく、英米仏ソの戦勝4か国の共同管理に置かれたベルリンの特異な状況から生じたものである（東西ドイツの国境は、ドイツ国内国境線と呼ばれる）。
その28年後の1989年11月9日夕方、東ドイツ市民の大量出国の事態にさらされていた東ドイツ政府が、その対応策としてそれまで認めていなかった自国民の西側への旅行の規制緩和措置を発表するが、このときドイツ社会主義統一党政治局員で党ベルリン地区委員会第一書記のギュンター・シャボフスキーが不用意に「ベルリンの壁を含むすべての国境検問所から出国が認められる」と発言した。しかも外国人記者の質問に答えて発効は「即刻です」と返答したことによって、多くの東ベルリン市民が壁の前に集まり国境検問所に緊迫した事態が生じて、混乱を避けるため夜遅くに検問所が東ベルリンの通過を認め、なし崩し的にベルリンの壁は開放された。この11月9日の夜に突然ベルリンの壁が崩壊したことは世界を驚かせ、その後の東ドイツの崩壊に至った。

## ベルリンをめぐる東西対立

4ヵ国に分割されたベルリン

西ベルリンを囲むベルリンの壁 丸い記号は国境検問所で、青丸が東西ドイツ市民専用、赤丸が東西ドイツ市民および外国人用だった

### 分割占領の開始
ベルリンは1701年にプロイセン王国の都となって以降、1871年のドイツ帝国成立、ヴァイマル共和政を経てナチス・ドイツ政権が1945年5月8日に崩壊するまで、一貫してドイツの首都であった。東ドイツと西ドイツの境界上にあったわけではない。
戦後のベルリンの管理については、大戦が終わる8か月前の1944年9月12日に英米ソ間の協定の第2条で「『ベルリン地区』は当該最高司令官が指定する米英ソの武装軍隊により共同して占領される」と取り決められた。その後、11月14日の協定によりドイツ全体についても協定が結ばれ、各占領軍の政策によるのではなく、ドイツ管理理事会が指揮することになっていた。しかし実際は、各占領軍が自国の占領政策を展開し、各占領地域ではその最高司令官が最高決定権を持っており、独自に命令や法令を発することができる状況になっていた。
ドイツの降伏後、1945年6月5日に「ベルリン宣言」が発表され、ドイツは英米ソにフランスを含めた戦勝4か国の分割統治となる。しかし、直前4月のベルリンの戦いの際に東から侵攻した赤軍（＝ソ連陸軍）が西から侵攻した英米軍に先んじてベルリンを占領しており、両勢力の境界線はベルリンより西になったため、ベルリン市周囲のドイツ本土はソ連統治地区になった。その上でベルリン市内も英米仏ソ4か国で分割統治したため、英米仏3か国が統治するベルリン市内の地区は周囲をソ連の統治地区に囲まれる形となった。
6月14日付の電信でハリー・S・トルーマン大統領は、ヨシフ・スターリン書記長に対して英米仏軍のベルリンへの鉄路・陸路・空路の自由な使用を要請したが、6月16日付の返電は「必要に応じて保障する」という曖昧な内容であった。6月29日に西側は
1. 西側占領地域からベルリンとの間で、3つの高速道路の無制限使用権
2. 指定された鉄道の3路線の使用権
3. 3つの飛行場の無制限の航空路使用権

などを要求したが、赤軍最高司令官ゲオルギー・ジューコフ元帥は、1つの鉄道、1つの高速道路、1つの航空路、2つの飛行場の使用を認める、とした回答であった。
戦後のベルリンでは、先に駐留していたソ連が着々と自国型の新しい秩序を作り上げつつあるところに、1945年7月4日に英米軍が、8月12日に仏軍が進駐してきた。ここで市の4か国統治が始まり、この特殊な形態により、ベルリンは東西両陣営による占領政策が真っ向から対立することとなった。

### ベルリン封鎖
この西側3か国とソ連との間での占領政策の対立は、1947年から英米ソ間で激しさを増し、1947年6月にアメリカが戦後ヨーロッパ経済の復興と再建を目的とした経済復興計画「マーシャル・プラン」を発表、1948年6月に新しい通貨ドイツマルクを導入する通貨改革を西側だけで実施した。これにソ連が反対してソ連統治地区で東ドイツマルクを発行し、強硬策に出た:89。1948年7月24日、ソ連は西ベルリンと西ドイツをつなぐすべての陸上交通を遮断した。これにより交通網だけでなく、水道や電気などのライフラインまで遮断されたため、市民生活に深刻な影響を与えたが、イギリスとアメリカは陸の孤島となった西ベルリンに大空輸作戦を敢行して援助物資を大量に送り、ソ連は10か月後の1949年5月12日に封鎖を解除した（ベルリン封鎖）。
ソ連は、西側諸国が西ドイツの建国と再軍備を目指していると見ていた。西ベルリンを封鎖したのはそれらを放棄させようとしたものであり、そして西側に西ベルリンを放棄させ市を統一し、ソ連に政治的にも軍事的にも依存した国家を建設しようと考えていた。東ドイツの心臓部に西側の拠点があることはソ連にとって都合が悪く、西側が西ベルリンを放棄することになれば、西ドイツの人々も西側に追随することに躊躇するだろうという読みもあった。しかし、トルーマン大統領は「ソ連の圧力に屈することがあってはならないが、全面戦争に発展しかねない対決も避けねばならない」と考え、大々的な物資支援によってその意思を見せつけたことで、ソ連は封鎖の目的を果たせなかったばかりか、西欧各国に自主防衛の強化、また集団防衛体制の構築を促し、1949年4月に北大西洋条約が締結され:59-62、結局ソ連にとってマイナスの効果しか生まなかった。
しかし、封鎖の間にベルリン市議会は東西に分裂し、分断国家の歩みは既成事実化していった:73-74。封鎖が解除された直後の1949年5月23日、イギリス・アメリカ・フランス側占領統治地区にボンを暫定首都としたドイツ連邦共和国（西ドイツ）が、10月7日にはソ連占領統治地区にドイツ民主共和国（東ドイツ）が成立、ベルリンが東ドイツの首都となった:90。

### スターリン・ノート
東西分裂後の1952年3月10日、のちに「スターリン・ノート」と呼ばれるソ連からの覚書がアンドレイ・グロムイコ外務次官から英米仏3か国の大使に手渡された。その内容は懸案になっていたポーランド西部国境（オーデル・ナイセ線）には触れずに、ドイツを再統一し、英米仏ソの占領軍は撤退、統一ドイツは独自の軍隊の保持を認めるが、その代わりに中立化するとした提案であった。このための平和条約を結ぶために米英仏ソのほかポーランド、チェコスロバキア、ベルギー、オランダ、ほかに対独戦に参加した諸国を参加国とするとして、その条約には7項目の政治的原則、領土、経済的原則、2項目の軍事的原則、そしてドイツと国際連合組織からなっていた。これはスターリンとしてはかなり譲歩したものであった。
翌日3月11日、西側陣営と西ドイツとで協議したが、ソ連の妨害工作として否定的な意見が出た。これは当時西欧で協議していた欧州防衛共同体（EDC）構想で、欧州統一軍に西ドイツの兵士を参加させる案が進められていることに対して、西ドイツの再軍備を阻む目的があったとされている。西ドイツのコンラート・アデナウアー首相も断固反対であったが、国内では与党内でも「検討に値する」との意見が出て、野党ドイツ社会民主党はこの覚書を再統一へ向けて建設的に活かそうとする意向であった。
スターリン・ノートは英米仏にとって最も真意がつかみにくい文書として、のちに議論が絶えなかった。3月25日にアメリカは覚書の回答を送り、国連委員会の管理下でドイツ全土での自由選挙を提案した。これに対し、4月9日にソ連は4か国の管理下での自由選挙の実施を提案してきた。5月13日に英米仏はこの提案には同意できない旨回答した。その理由は、4か国が裁判官にもなり党派を代表することにもなるため避けなければならないというものであった。5月24日、ソ連は業を煮やしてドイツ問題の協議を進展させたいとしながら、西ドイツの再軍備とEDCへの参加に強い非難をしている。この3日後にEDC条約が調印され、このスターリン・ノートは文書でのやり取りで終わった。アデナウアーはソ連のドイツ中立化の狙いは欧州のソ連圏への組み込みだと判断し、最初からスターリン・ノートをソ連の牽制だとして受け入れる意志はまったくなかった。

### ベルリンへの通行問題
封鎖が収まっても、ベルリンの緊張状態は変わらなかった。とりわけ、最初にソ連・英米仏間で食い違っていたベルリンへの通行に関する問題は未解決のままであった。西ドイツから西ベルリンへ行くには東ドイツ領内の高速道路を通り抜けるか、西ドイツ国内の飛行場から英米仏の航空便を利用するしか選択肢はなく、西ドイツ独自に動くことはできなかった。
ソ連による西側への交通妨害は封鎖解除後も変わらず、1952年5月27日に西ドイツがEDCに加盟すると、西ベルリンへの交通網が再度遮断され、同時に東西ベルリン間および東ドイツとの電話回線も全部絶たれた。同日に西側は声明を発表し、ベルリンに対する攻撃は西側連合国に対する直接の攻撃とみなす旨を警告した。交通遮断はすぐに解除されたが、以降もたびたび遮断と解除を繰り返している。しかし、電話回線の切断はそのまま続行され、20年後の1972年にようやく解除された。
8月2日にはベルリンへの高速道路通行料に多額の道路税を課したが、9月20日に東西間の貿易協定が締結されたことによって解決された。この間には米軍の病院機がソ連機に妨害される事態や、1953年には英軍機がエルベ川上空でソ連機に撃墜される事件が発生している。これらの問題は1961年夏のベルリンの壁の建設時に、米ソ首脳（ケネディ大統領とフルシチョフ首相）間で暗黙の了解で安定化し、1971年9月3日の4か国協定で法的な保障を得ている。

### 当時のベルリン
東西ドイツ国境（ドイツ国内国境線）は1952年に閉鎖されたが、ベルリンにおいて東西間の移動は壁の建設までは自由で、通行可能な道路が数十あったほかに、ベルリン地下鉄（Uバーン）や高速鉄道（ベルリンSバーン）などは両方を通って普通に運行されていた。境界を越えて通勤する市民も多く、1950年代の時点で東から西の職場へ行っている者が約6万3,000人で、逆に西から東の職場に行っている者が約1万人いた。この時代は西のマルクのヤミ値が東の4倍だったため、西で稼いで東に暮らすと生活は楽であった。それ以外の一般的な往来も多く、1日あたり約50万人が東西境界線を通過していたといわれる:160。このため、周囲を全て東ドイツに囲まれた西ベルリンは「赤い海に浮かぶ自由の島」、「自由世界のショーウィンドー」と呼ばれた。
西ベルリンと西ドイツとの間の往来は、指定されたアウトバーン、直通列車（東ドイツ領内では国境駅以外停まらないドイツ領域通過列車（回廊列車））、および空路により可能であった。東ドイツを横切る際の安全は協定で保証されたが、西ベルリンに入れる航空機は英米仏のものに限られた。
東ドイツ・西ベルリン間の道路上の国境検問所は3か所あり、NATOフォネティックコードでA（）、B（）、C（）と呼ばれた。Cは「チェックポイント・チャーリー」の別名で知られ、特に有名な東西冷戦の舞台の一つとなった。

### 亡命と頭脳流出
ドイツの東西分裂以降、時が経つにつれ、東ドイツのドイツ社会主義統一党の一党支配に基づく社会主義体制に不満を持つ人々の西ドイツへの逃亡が相次いだ。1952年に東西ドイツの国境線が閉鎖されて以降は唯一往来が自由であったベルリン市内の境界線を経由して逃亡するようになり、全難民に占める割合は4割以下から6割台に上昇した:161。
毎年15万から30万人の東ドイツ国民が西ドイツに大量流出した。特に1953年は、6月17日に東ベルリンで反政府暴動が起こりソ連軍の介入で鎮圧された（ベルリン暴動）影響で、年間亡命者は東西分裂期で最多の33万人にのぼった:100。1949年から1961年までの13年間に273万9,000人が東ドイツから西ドイツへ流出したとされ、これは東ドイツの人口の約15パーセントにあたる:195。特に医師や技術者・熟練技術者の頭脳流出は東ドイツ経済に打撃を与え、しかも25歳以下の若者が多かった:99。これは当時の東ドイツの人口の6人に1人の割合であり、戦後の1945年から1948年までにソ連占領地区から西側3か国占領地区へ逃れた人を含めれば300万人に達したと見られている。
壁が建設された1961年は、6月のウィーン会談（後述）で米ソ首脳が対立、6月末までの半年間の総数は10万3,159人（うち49.6パーセントが25歳以下の若者）であったが、7月に流出者が跳ね上がって総数は3万415人（25歳以下は51.4パーセント）にのぼった。そして8月に入って最初の1週間だけで1万人に達するなど、人口流出は史上最高のペースに達していた。
この間の東ドイツから西ドイツへの難民総数の推移の公式の数字は以下の通りである:161。
| 年             | 難民総数  | 西ベルリン経由 | 25歳以下の割合 |
| -------------- | --------- | -------------- | -------------- |
| 1949-1951年    | 492,681   | 193,227        | データなし     |
| 1952年         | 182,393   | 118,300        | データなし     |
| 1953年         | 331,390   | 305,737        | 48.7%          |
| 1954年         | 184,198   | 104,399        | 49.1%          |
| 1955年         | 252,870   | 153,697        | 49.1%          |
| 1956年         | 279,189   | 156,377        | 49.0%          |
| 1957年         | 261,622   | 129,579        | 52.2%          |
| 1958年         | 204,092   | 119,552        | 48.2%          |
| 1959年         | 143,917   | 90,862         | 48.3%          |
| 1960年         | 199,188   | 152,291        | 48.8%          |
| 1961年         | 207,026   | 150,481        | 49.2%          |
| （壁建設以前） | (155,402) | (125,053)      |                |
| （壁建設以後） | (51,624)  | (25,428)       |                |

1961年の時点で、東ドイツの人口は約1,700万人、西ドイツの人口は約6,000万人であった。
また、東ドイツ領域も自国領土とする立場をとっていた西ドイツは、東ドイツ国民にも自国籍を認めていたため、西ドイツに移った東ドイツ国民には、自動的に同国の市民権が与えられた。こうした措置も人口の流出を促したとされる。

## 壁の建設に至るまで

### フルシチョフの非武装自由都市化宣言
1958年11月27日、ソ連のフルシチョフ首相が西ベルリンを半年以内に非武装の自由都市にする通告を行った。これは西ベルリンを東西ドイツのどちらにも属さず、どちらからも干渉を受けない地域にすることを述べたうえで、6か月以内に東ドイツとの間に英米仏ソの4か国とで協定を結ぶ、それができない場合は米英仏ソの4か国がベルリン問題に関して持っている契約および権利は失効するとした。
これは「戦後の4か国協定（ポツダム協定）をことごとく反古にし、ベルリンに関する協定は守っているがそれを悪用し、承認もしていない東ドイツの領空領内を通って西ベルリンとの交通・通信に使用している。しかも西ドイツをNATO（北大西洋条約機構）に加盟させドイツ統一を妨げている。このような異常な憂慮すべき状態を解決するために、西ベルリンをいかなる国の干渉も受けない自由都市にすること、西側軍隊は半年以内に撤退する、その合意がなければ、東ドイツは独立国家として陸路、水路、空路のすべてに関わる一切の権利を行使する、そして以後ベルリンに関する問題について米英仏との接触は一切終結する」ということが提案理由であった。
フルシチョフが西ベルリンの変則的な状況を打開する決意をしたのは、専門知識や熟練技術を持つ人材がベルリンを経由して流出し続ける限り東ドイツの経済が逼迫し続け、東ドイツがソ連の安定した同盟国にはなり得ないと判断したためであった。そして英米仏がベルリン問題で核戦争のリスクを冒すことはないだろうと読んで、最大限ソ連が妥協したとしてベルリンを国連監視下で非軍事化することを狙っていた:100-102。
翌11月29日に西ドイツの有力紙フランクフルター・アルゲマイネ紙は「ソ連、西ベルリンのダンチヒ化を希望」との見出しで報じた。ドイツの歴史家ハンス＝ペーター・シュヴァルツは「この1958年の最後通牒から1963年までの期間は、すべての外交に第三次世界大戦の影がさしていた」としている。フルシチョフの通告に対し、ヴィリー・ブラント西ベルリン市長はその日のうちに拒否の声明を出した:149-153。
12月14日にパリで英米仏および西ドイツの各外相が集まり、これに西ベルリン市長も加わって討議し、16日にNATO理事会での協議を経て、ソ連の非難には法的根拠がない（ベルリンに対する取り決めはポツダム宣言以前の1945年2月6日に発効されたものである）として自由都市化を拒絶するものであった。そして12月31日に占領軍としての権利を断念する気はないと回答している:149-153。翌1959年2月にフルシチョフは西側軍隊の6か月以内の撤兵期限を延期し、その後9月に米国を訪問しアイゼンハワー大統領と会談して期限を再度保留し、ベルリンの将来的地位とドイツ問題と軍縮について1960年5月にパリで予定されている英米仏ソ4か国首脳会談で協議することで米ソ間で合意した。しかしこのパリ会談は直前に起きたU2型機事件で失敗に終わった:102。

### ベルリン問題への西側各国のスタンス
後にニクソン大統領の時代に、国家安全保障担当特別補佐官そして国務長官を務めて米中外交の立役者となったヘンリー・キッシンジャーは、著書「外交」の中で、西ドイツのアデナウアー首相はフルシチョフとの交渉に一切希望を持っていなかった、と述べている。アデナウアーは自国の将来において、英米とドイツの利益は不可分である、として大西洋同盟に参加し、西側同盟国はドイツ統一を東西外交の課題とすることで自由選挙に基づくドイツ統一でなければならないと考えていた:183-184。
しかしイギリスとアメリカは違っていた。イギリスはドイツ統一に現実性を認めず、かつての敵国の首都ベルリンを巡って戦争の危険を冒すことには躊躇していた:184-185。マクミラン首相は戦争を望まなかったし、第二次大戦の敵であったドイツ人のための戦争などは論外であり、ドイツ再統一に反対であることを隠そうとはしなかった:68。
アメリカは、この時期に米ソ関係でデタントが進み、フルシチョフが平和共存路線をとる中で、ベルリンのために戦争の危険を冒す意図はなく、アイゼンハワー大統領はヨーロッパで地上戦を戦うことはないであろうと公言していたし、ダレス国務長官は「2つの国家による連邦制度は受け入れ可能である」とほのめかし、それを聞いたアデナウアーは激怒し連邦制は全く受け入れられないと譲らなかった。
1958年11月の最後通牒の時にアイゼンハワーはダレスに、東西ベルリンとそのアクセス権が国連の管理下に置かれるのであれば自分は自由都市の考え方を受け入れることは可能だと電話での会話で述べていた:190-193。アイゼンハワー政権の国家安全保障担当補佐官ゴードン・グレイは、アイゼンハワーはベルリンの地位を変えようという意思を持っていたことを、後に述べている:196。ただしアイゼンハワーの戦略は封じ込めの原則から導かれており、ソ連が西側に挑むことになれば当然どこでもソ連と戦う姿勢であることに変わりはない。あくまで現状維持に重心を置いていた。アイゼンハワーはフルシチョフの言動は脅しであると見通して、戦略兵器全般でソ連が劣勢であることも気づいていた。後任のケネディ大統領もこの現状維持からベルリンでの些細な危険を冒すことを躊躇していた。西ベルリンへのアクセス権やドイツ統一のためにアメリカ兵を失う危険を冒すことが如何に愚かなことであるかを考えていた:199-200。この期間、英米と西ドイツ・フランスとの間では対ソ関係でズレが生じていた。
フランスは1958年に第五共和政がスタートした時であったが、ド・ゴール大統領は一貫して英米の大西洋同盟を嫌い、かつての侵略国であった西ドイツとの間で仏独協調を重視し、かつソ連との交渉は一切妥協してはならないとして非妥協的態度を貫き、戦争の危険性は主に西側の優柔不断さにあると明言していた:187-189。しかしこの時期はアルジェリア戦争が終結を迎えたがフランス国内は世論の左右分裂で苦しんでいた時期であり、フランスからみるとベルリン危機は考え得る最も不都合な時期に到来した問題でもあった:68。

### 東ドイツの焦燥

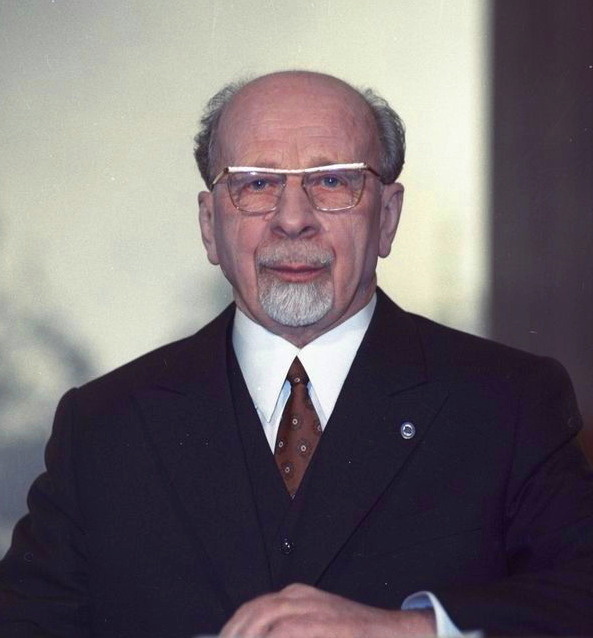
ヴァルター・ウルブリヒト（1970年）

こうした中で1961年初頭に、それまでに東西ベルリンの交通遮断を求めていた東ドイツのウルブリヒト第一書記は、ソ連のフルシチョフ首相宛てに書簡を送り、英米仏の西ベルリン占領権を終わらせること、西側軍隊の削減そして撤退、西側のラジオ局とスパイ機関の撤去、英米仏そしてソ連が管理する郵便サービスから航空管制までの国家的機能の東ドイツへの移譲を要求した。とりわけ西ドイツから西ベルリンへの全航空アクセスの管理権を強く要求した。
この全航空アクセスの管理権を東ドイツが持てば、西ベルリンから西ドイツへの飛行便を全て止めることができ、人口流出問題の解決どころか、西ベルリンを締め上げ、自由な西側都市としての力を削ぐことが可能となる。ウルブリヒトはそう考えていた。ウルブリヒトはまた党政治局会議で「難民の流出を基本的に阻止する」計画の策定を目的とした作業部会を設置することも年初に決めていた。この作業部会の中心メンバーがカール・マロン内相、エーリッヒ・ミールケ国家保安相、そしてエーリッヒ・ホーネッカー党書記であった（後にウルブリヒトの後任として第一書記に就任する）。
この「難民流出阻止」のための策が東西ベルリン間の通行遮断であり、壁を建設することであった。実はこの計画そのものは、9年前の1952年にウルブリヒトは当時のスターリンに同様の解決策を示し、これを進める許可を求めたことがあった。またこの1961年3月のワルシャワ条約機構諸国会議の時にウルブリヒトは東西ベルリンの国境線の封鎖を提案している。この時はソ連が棄権し、他の5ヵ国は異常な手段による威信の喪失を惧れて反対し、否決されていた:157。
しかし西側から東ドイツを守るため、東西ベルリンの交通を遮断しベルリンの壁が建設される方向で東ドイツは動き始めた。実質的には、西ベルリンを封鎖する壁というより東ドイツを外界から遮断する壁であり、西ベルリンを東ドイツから隔離して囲む形で構築されたのがベルリンの壁である。そしてそれは国境線の境目に建てられたのではなく、東側に入った所に建てられた。このことは壁そのものに対して西側からは何も出来ないことを意味していた。あとはフルシチョフの決断を待つだけであった。
ドイツの歴史家マンフレート・ヴィルケが著書『壁の道』の中で1961年8月のウルブリヒト・フルシチョフ会談の記録から、壁の建設の決定権はソ連が握っていたことを明らかにした。壁の建設について、当時のウルブリヒト国家評議会議長が東ドイツ国家の崩壊を恐れて、ソ連のフルシチョフに東西ベルリンの交通遮断を求めていた。ヴィルケによると、ウルブリヒトが東西ベルリン遮断をソ連側に求めたが、フルシチョフは1961年6月のウィーンでのジョン・F・ケネディ米大統領との会談まで待つよう返答していた。

### ウィーン会談

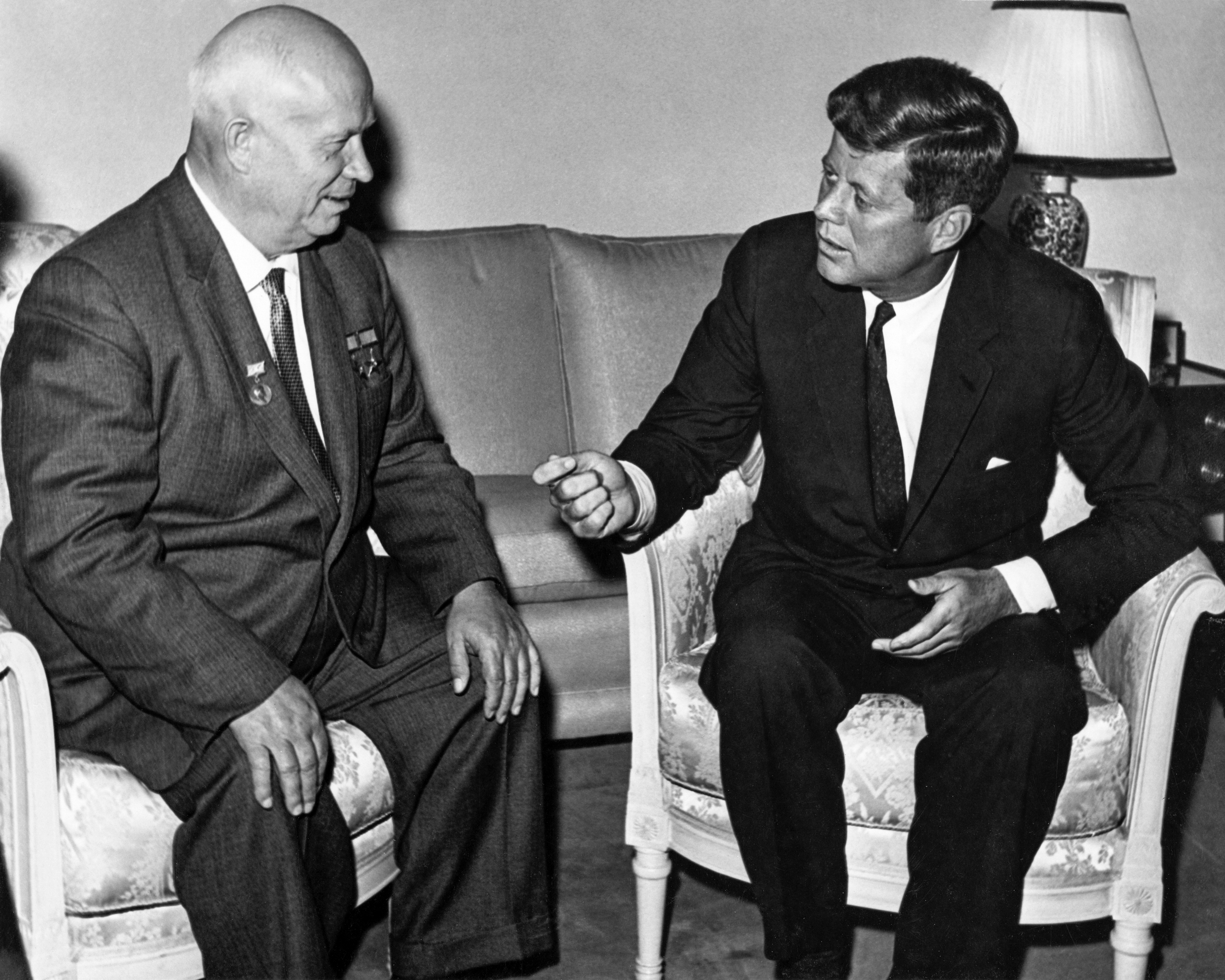
フルシチョフ首相（左）とケネディ大統領（右）（1961年6月3日）

1961年6月3日から4日にかけて、ケネディとフルシチョフとの間で米ソ首脳会談が行われた。初日のキューバ問題や東西関係全般についての協議は両者の主張を述べる平行線的状況にとどまっていたが、2日目にベルリン問題が討議されると、激しい意見の応酬になった。
まず、フルシチョフは、米英仏ソと西ドイツは、東ドイツと平和条約を結んで、第二次世界大戦の戦後処理を終えるべきだと主張し、「ベルリンの地位を変更する平和条約を結ぶことで大統領と合意したいと思う。それが出来なければソ連単独で条約を結び、これまでの戦後の約束を全て反故にするつもりだ。以後は西ベルリンは自由都市となる。そこにはアメリカ軍は留まるがソ連軍も入る。国連軍や中立国軍が駐留することも賛成する用意がある。」と語った。対してケネディは「西欧はアメリカの国家的安全のためには不可欠なものです。西ベルリンを語ることは西欧を語っているのです。なぜアメリカが不可欠な関係を持ち長く存在している場所から去るように求めるのか、理解するのが困難だ。戦争によって勝ち得た権利を放棄することをアメリカは決して同意しない。」と主張した。
するとフルシチョフは激しく反発して「この行動がアメリカの利益に反するとは全く理解に苦しむ発言です。ベルリンにおける自国の利益を保護しなければならないというアメリカの論理は到底理解できないし、ソ連が受け入れることはありません。世界の如何なる力をもってしても我々が平和条約に向けて前進することは誰も止めることは出来ません。」と語り、ここで平和条約を結んだ後の西ベルリンの状態についてフルシチョフは「ソ連と東ドイツで平和条約が為されれば、ドイツ降伏の際に連合国間で取り決めたベルリン占領権や通行権は失効する、つまり、各国の軍隊はベルリンから撤退せねばならない」と説いた。これに対して、ケネディは「ベルリンを見捨てればアメリカは信用を失う」と主張し、激しい応酬となった。
フルシチョフは「ソ連は平和条約を結びます。ドイツ民主共和国の主権は尊重されます。その主権に対するいかなる侵害もソ連によって公然たる侵略行為と見なし、しかるべき結果を招きます。」と半ば戦争を招くことになると公言してケネディを驚かせた。結局ケネディは引き下がらず、フルシチョフは「ソ連は今年中に単独でも東ドイツと平和条約を締結する。」と告げ、あるいは「条約に至らなくても東ドイツと暫定的協定を結び、そして戦争状態が終結すれば、（東ドイツ領土である）西ベルリンに西側の軍隊が駐留するのは侵略行為になる。」と続けた。さらに「侵略を阻止するためには戦争も辞さない」と捲し立てた。しかしケネディは、フルシチョフの要求を完全に突き返し、どんな危険を冒しても西ベルリンを守りきると告げ、物別れのままウィーン会談は終わった。

### ソ連の袋小路
ケネディとの会談でフルシチョフは、米国が東ドイツを国家承認し、平和条約を結ぶするよう求めたが、ケネディは拒否した。そしてそれならばソ連は単独で東ドイツと平和条約を結び、その結果西ベルリンの占領統治は終わり、東ドイツに返還しなければならないと主張した。
しかしこれは結局ソ連にとって自らの手を縛ることになった。西ベルリンに西側3ヵ国の軍が、東ベルリンにソ連軍が存在する状況で、東ドイツに管理権を譲ったところでそもそも東ベルリンに東ドイツ軍は入っていない状態であり、東ドイツには何もできない。ヴィルケによれば「東ドイツはソ連を通じてしか目的を実現できず、国際交渉において発言力は無かった」と指摘し、「ソ連にとってベルリン問題はあくまでも欧州の力関係をソ連優位にするためのテコだった」とし、ベルリンの壁建設は米軍を撤退させ、西ベルリンの管理権を握るというソ連の外交攻勢からの撤退だったと結論している。
後にフルシチョフが語ったところでは、ウルブリヒト第一書記がベルリンの交通遮断を求めたが、壁の建設にフルシチョフは苦悩していた。
壁の建設は社会主義の世界的評判にとって打撃であることを彼は十分認識していたが、一方で東から西へ大量の人口流出に対策を早急に打たなければ東ドイツ経済が完全に崩壊するのは目に見えていたためである。人口流出を防ぐためには空路の遮断か壁の建設の二つだが、前者は米国との武力衝突を招きかねなかったのである。
ウィーン会談の決裂をきっかけとして、フルシチョフは壁の建設とベルリンの交通遮断を認めた。しかし、会談で通告した東ドイツとの平和条約締結は10月に撤回している。東ドイツへの影響力を保持するには現状のままでベルリン問題へのソ連の主導権を確保することが得策であることに気づいたからであった。やがて米ソ両国の主導権を握る地域を明確に分けて、お互いが干渉しない暗黙の了解が成立し、ベルリンの壁を建設し通行を遮断したことで、ベルリン問題はその後に固定化し、逆に状況は安定化に向かうことになる。

### ウルブリヒトの壁発言
6月15日にウルブリヒトは西側記者との会見に臨んだ。この時点ではまだ壁建設の了解をソ連から取り付けていなかったが、ウィーン会談の結果を聞いてウルブリヒトは壁建設に進めると確信していた。そしてこの日の記者会見で、東ドイツはブランデンブルク門の脇に国境を設けるのかという質問に対して「そうした壁建設の計画があるとは承知していない。我が国の建設労働者は住宅建設に忙しく、誰も壁の建設など考えていない。」と答えた。国境のことを聞かれて思わず壁について答えてしまったのである。しかし記者たちはそのことに気づかず、その後の展開を誰も予測していなかった:61-62。
翌月に壁の建設の了解をソ連から得たことで、ウルブリヒトは向後にソ連と平和条約を結び、ソ連の後押しで西ベルリンの「解放」に進めると考えた。

### アメリカの動き
ウィーン会談でフルシチョフのベルリン問題についての言及に苦しめられたケネディ大統領は、その後ベルリンに差し迫った状況が訪れようとしていることを予感していた。アチソン外交顧問（トルーマン政権での国務長官）は、最も強硬な対応策を主張し、核戦争も辞さずとして国家非常事態宣言と戦時のような動員をかけるよう文書で大統領に提出した。しかしアーサー・シュレジンジャー特別補佐官は、この年の4月に行ったキューバのカストロ政権の転覆工作が準備段階で政治問題を過小評価して、軍事的及び作戦的な諸問題に注意を集中しすぎた結果失敗したピッグス湾事件の過ちを喚起して、2人のスタッフ（エイブラム・チェイズとヘンリー・キッシンジャー）とともに、別の案を作成した。この間は政権内部で強硬派と柔軟派との議論が沸騰していた。
シュレジンジャー特別補佐官にとってアチソン案は、この危機を引返せないところまで押しやるリスクを含んでいることを危惧していた。それがピッグス湾事件の教訓であった。7月7日にケネディに自身の案を文書で提出した。アチソンの意見は最後の手段を検討しているが、危機が深まるまで交渉はせず、同盟国との協調もなく、軍事行動は述べてもその政治的目的は述べておらず、核戦争に踏み切る大義名分を練り上げることが不可欠であると書き入れた。それはアチソンの影響力を削ぐためであった。
7月8日にハイアニスポートのヨット「マーリン号」の中で、ケネディ・ラスク・マクナマラとテーラー軍事顧問が話し合った際には、ケネディは国務長官に声を荒らげて国務省の緩慢な対応に激怒していた。ケネディはこの時に国防長官にベルリンで衝突した場合の核を使用しない抗戦方法についての計画案の提出を命じ、核戦争への突入を避けるためにフルシチョフと語り合う時間を与える練り上げられたものでなければならないと述べた。このハイアニスポートのヨットでの会議から7月25日の大統領声明までの17日間の間に、アチソンの強硬な提案が少しずつ削ぎ落されていった。
この後に7月13日と19日に国家安全保障会議が開かれた。とりわけ19日の会議ではアチソンとマクナマラとの間で意見の応酬が交わされて、結局アチソン案は見送られた。そして25日にケネディはテレビ演説を行った。
「西ベルリンはコミュニストの海に浮かぶ自由の小島です。西ベルリンは鉄のカーテンの裏側の希望への灯です。（略）我々は西ベルリンの自由な人々を、我々の権利を、彼らの安全を維持しなければなりません。」と決意を表明して、国家非常事態の宣言ではなく、32億4700万ドルの国防費追加要請、陸軍兵力を87万5000人から100万人に増員、海・空軍の実践部隊の増員、そのための徴兵を3倍に増やし予備兵力を招集し、ワルシャワ条約機構諸国に対する経済制裁を課すことを述べて、年内までに対ベルリンへの空輸能力を高め、ヨーロッパへの配備に6個師団を追加することも発表した。
この演説において、ケネディは「西ベルリン」、「ベルリン」という語句を区別して使用していた。「西ベルリン」という単語を17回使用した。ベルリンの西部に手を付けない限り、ベルリンの東部は構わない、というメッセージに読めるものであった。この演説の前日に演説草稿文を読んだCIA高官ジェームズ・オドネルは、西ベルリンの安全保障ばかり繰り返しているとしてスピーチライターのセオドア・ソレンセンに文句を言っていた。ベルリンは理論上は4ヵ国の管理下にあるのだが、ケネディはソ連に東ベルリンでのフリーハンドを与えると伝えているようなものであった（この微妙なニュアンスについて、当時のマスメディアは全く気が付かなかった）。
これより前に6月のウィーン会談で、アメリカ側の政府高官は首脳2人の会議録を読んで驚いていた。アイゼンハワー大統領まではヨーロッパが東西に分裂している現実についてのコメントは控えていたが、ケネディ大統領は分割されている現実を積極的に受け入れて、分割を受容可能で永続的なものと認め、しかも「世界に生起し勢力均衡に影響を与える変化は、米ソ両国が威信をかけた条約上の誓約に関わりの無い形で起こることが決定的に重要である。」とフルシチョフに語っていた。これはワルシャワ条約機構加盟国など東側に属する国にはアメリカの干渉はあり得ないことを示唆していることになるのである。
そして8月初め、ケネディは冷静にフルシチョフの言葉を振り返って、ウオルト・ロストウ補佐官に語っていた。「フルシチョフは東ドイツを失いかけている。東ドイツを失えば東欧全体を失うことになる。だから難民流出を止めるために何か手を打つだろう。たぶん壁を築くことになるだろう。我々はそれを阻止できない。だが西ベルリンを守ることは出来る。しかし東ベルリンを塞がせないために行動することは出来ない。」。
ケネディはフルシチョフがウィーン会談で突き付けた最後通牒を拒否し、西ベルリンについて、西側軍隊の駐留、自由な通行、自由な政治状況の保持の3点を要求したが、これは米国の関心が西ベルリンの現状維持に限られることを示すシグナルに他ならなかった:96。

## 建設

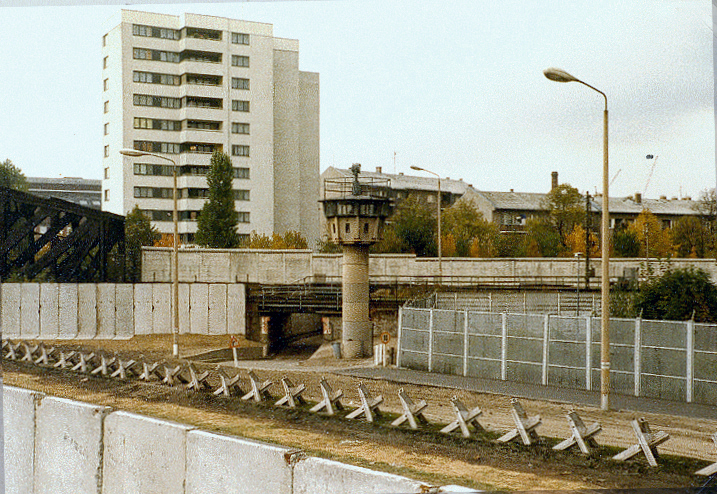
ベルリンの壁内の無人地帯

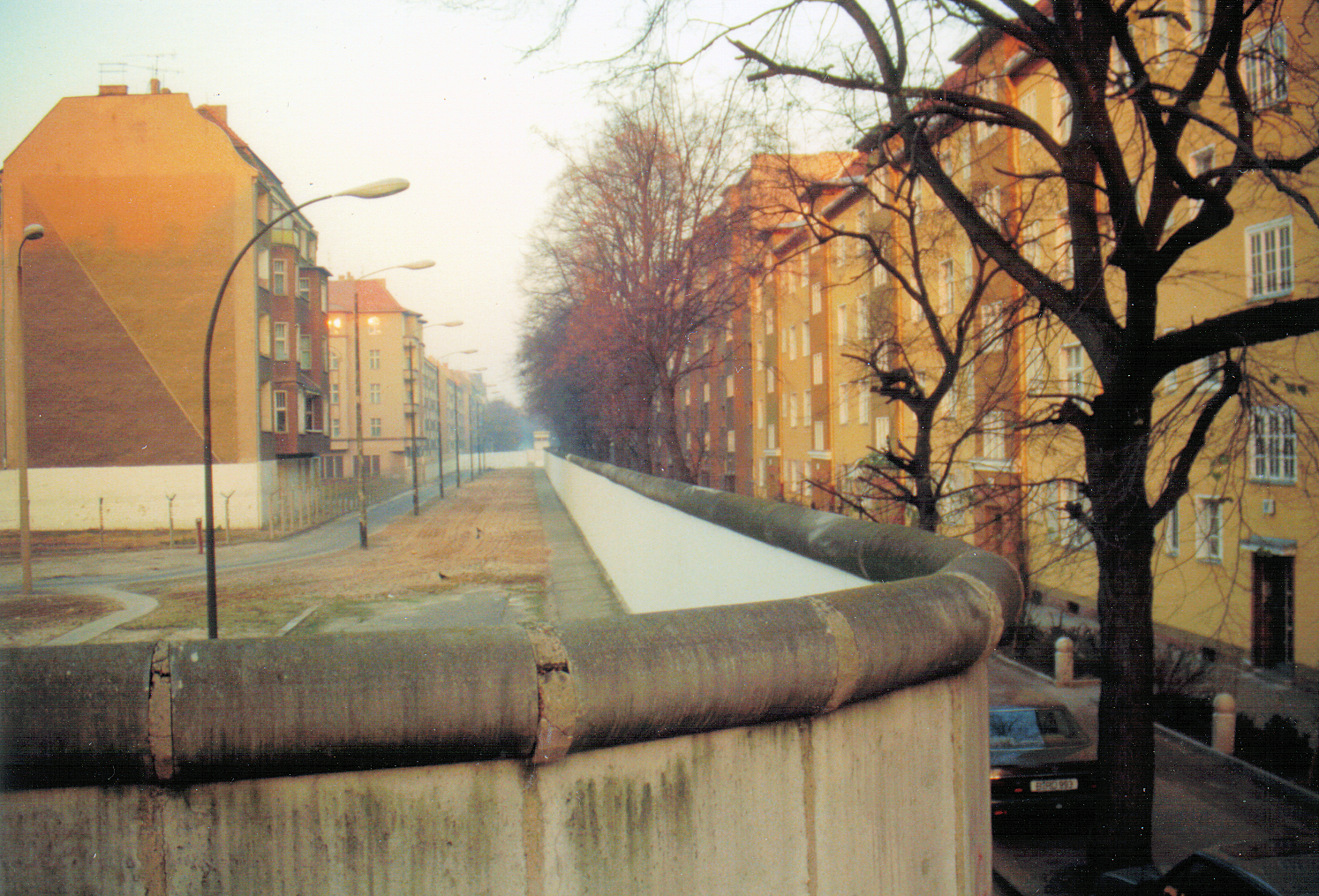
分断されたハルツ通り（1989年）

1961年7月6日にフルシチョフがウルブリヒトに、「東西ベルリンの境界閉鎖」の決定を伝えた。8月3日にフルシチョフとウルブリヒトはモスクワで細目の詰めを行った。この時にソ連と東ドイツとの平和条約を結ぶ件については、壁の建設が終わってからとして、フルシチョフは「西ベルリンと西ドイツを結ぶ地上ルートも航空ルートも妨害する如何なる行動を取ることを望まない」と述べて、ウルブリヒトは「難民流出に比べれば二次的な問題だ」として同意した。また実行に当たっては全ての作戦が厳密に東ベルリンの内側で行わなければならないとして、「1ミリでもはみ出してはならない」と釘を刺した。そして8月12日（土曜日）から13日（日曜日）にかけての夜間に実行することで決まった。
5日、ワルシャワ条約機構首脳会談最終日に、フルシチョフが
- 東西ドイツ間に存在する国境と同程度に浸透不能な境界を設置する。
- ベルリン市内の境界を含むドイツ民主共和国の国境に西側諸国の国境に存在するものと同程度の管理を実行する。

と述べると、これを加盟諸国は異論なく受け入れ、自国の軍隊をソ連軍支援のために移動させることに同意した。しかし東ドイツへの経済的保証については加盟各国は西側とも貿易関係があったため、西側の経済的報復を恐れて同意には至らず、フルシチョフは憤然とした。そして加盟国からなぜ米国の軍事的反応をもっと心配しないのだ、との声があり、フルシチョフは「ケネディはライト級だ」と答えた。実は、この時にフルシチョフは6月3-4日のケネディとのウイーン首脳会談でのケネディの言動やその後の7月25日の演説を検討しながら、感触としてケネディのスタンスは、ソ連や東ドイツがどのような行動を取ろうと、それがソ連圏内に限定される限り、そして西ベルリンへのアクセス権を妨害しない限りアメリカは干渉しないというもの、と考えていた。
ウルブリヒトは東ベルリンに戻り、境界閉鎖そして壁の建設の準備の仕上げに入った。総指揮は党書記エーリッヒ・ホーネッカーであった。

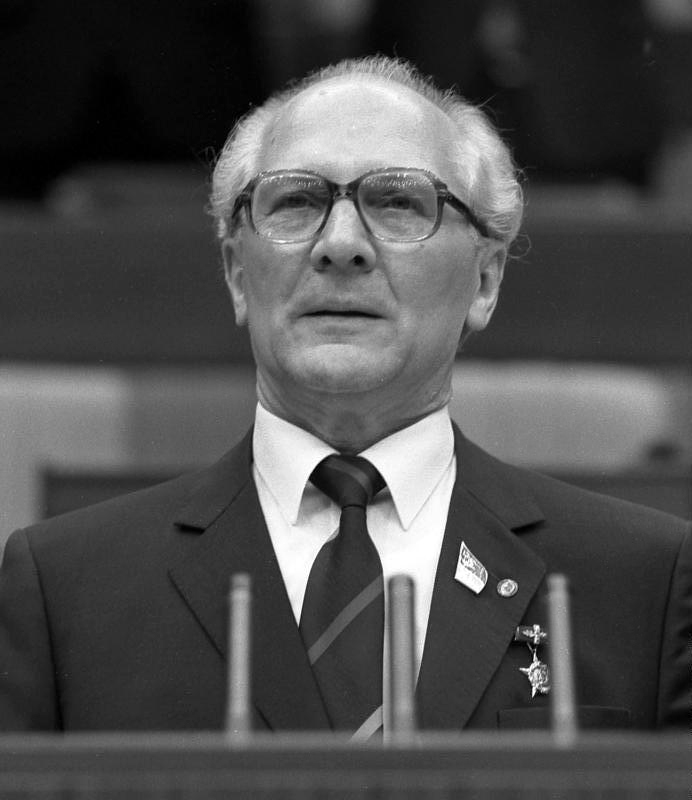
エーリッヒ・ホーネッカー党書記（当時）

この時、ベルリンで西へ逃れる難民の数は週1万人に達し、1日で2000人を超す日もあった。8月4日、東ベルリンを管理するソ連軍政官は東ベルリンに住みながら西ベルリンに働きに出て行く人々に対して、氏名を登録して家賃と光熱費を東側通貨のドイツマルクで支払うように命じた。この週末の難民流出者は3268人に上った。その後も流出者総数は8日に1741人、9日に1926人、10日に1709人、11日に1532人に上った。人民警察内部でも越境亡命者が後を絶たず、1959年で55人、1960年で61人、1961年はこの8月までで40人の流出が記録されている。
8月10日、イワン・コーネフ元帥が東ドイツ駐留ソ連軍の総司令官として派遣された。第二次大戦でのソ連邦英雄であり、ワルシャワ条約機構の初代司令官であり、フルシチョフが見込んでの派遣であった。
8月11日、東ドイツ人民議会は「ベルリンにおける報復主義的状況に対処するために東ドイツがとろうとする如何なる手段をも承認する」とした決議を採択する。この時点では議員もその具体的内容は伝えられておらず、壁の建設を知っていたのは軍のトップと社会主義統一党（SED）のウルブリヒト第一書記周辺だけで、政治局委員や国家保安局（シュタージ）幹部でも知らされていなかった。それほどに機密保持が厳重であったがために、西側各国及び情報機関も感知できず、アメリカCIAが東側に配置した諜報員からの情報でも壁の建設は全く入っていなかった。この間は西側情報機関は、東側が現状への打開策を打ち出すことは十分予想はしていたが、その内容は予測出来なかった。まして壁の建設は想像してもまず不可能という判断で思いも寄らなかった。西ドイツ連邦情報局には少なくとも複数の情報から、ソ連がウルブリヒトの裁量に任せて何かの行動に出ること、そして地区境界線を封鎖されそうであること、柵を築くのに適した軽量な資材が蓄えられていること、作業の開始が分からないこと等の情報は入っていた。その情報は少数の党幹部だけが知っていた。
東ベルリンに支局を置いた唯一の西側通信社であるロイター通信のアダム・ケレット＝ロング記者は、たまたまこの人民議会の謎めいた決議について、党の宣伝担当責任者であったホルスト・ジンダーマン（後の東ドイツ首相）に聞くと、「この週末にベルリンを離れることを、私はしない」という答えが返ってきた。彼はそれから市内を取材して駅での警官の多さを見てから、事務所に戻り、「東ドイツは西ベルリンへの難民流出に関して、この週末に行動に出るだろう」という記事を世界中の新聞社に配信した。

### 国境封鎖そして有刺鉄線
1961年8月12日は土曜日でいつもの休日であった。西ベルリン市長ヴィリー・ブラントは、社会民主党（SPD）の党首でもあり、9月に総選挙が行われるので、その選挙遊説でバイエルン州ニュルンベルクに出かけ、アデナウアー首相は同じようにリューベックに遊説に出ていた。マリーエンフェルデ難民収容所は、この日も多くの難民が押し寄せ、その数は最終的に2662人になった。そして夜になってブラントは遊説先のニュルンベルクから夜行列車でキールに向かった。オリンピックスタジアムに近い将校専用クラブでは、この夜にダンスパーティーが開かれ、西側外交団や軍関係者が参加していた。
午後4時に政治局会議が開かれ、ウルブリヒトから説明があったが討議はなく、したがって異議は無かった。会議後ウルブリヒトは指令書に署名し、ホーネッカーに執行を命じた。それからウルブリヒトは目立たないように、ベルリン郊外の迎賓館に行き、政府高官を集めた園遊会を夕方開いた。そして夜10時に参集した高官を一同に集めて、ウルブリヒトは「東西ベルリン間は今から3時間以内に閉鎖される。保安部隊にこの行動を私は命じた。まだ開いたままの境界を今後適切な管理のもとに置くための行動である」、「ついては、この命令書に閣僚諸君は署名してもらいたい」と語った。閣僚たちはこの時初めて壁の建設計画を知った。
数十台のトラックが数百のコンクリート柱を東ベルリンパンコウ地区の警察営舎の備蓄場に集めていた。東ベルリン郊外のホーエンシェーンハウゼンの国家保安省の広大な敷地に、東ドイツ中から数百人の警察官が集まっていた。彼らは事前に角材4本を組み合わせた木製の障害物を作った。これに釘や留め金を打ち込み、有刺鉄線を張るためである。東側は、三重の包囲線を敷いていた。
- 第一の包囲線は、国境警察隊、予備警察隊、警察学校生徒、労働者階級戦闘団で構成されており、国境線に有刺鉄線を張り、コンクリート柱を立てて第一の障壁を仕上げるのを援助する。
- 第二の包囲線は、正規軍で構成されており、緊急事態が発生した場合は直ちに前進して最前線部隊を支援する。1945年7月の4か国協定では、東ドイツ軍は4ヵ国の許可がないと東ベルリンには入れないことになっており、これは協定違反であった。
- 第三の包囲線は、ソ連軍で構成されており、東ドイツ軍が総崩れになった場合は進出することになっていた。

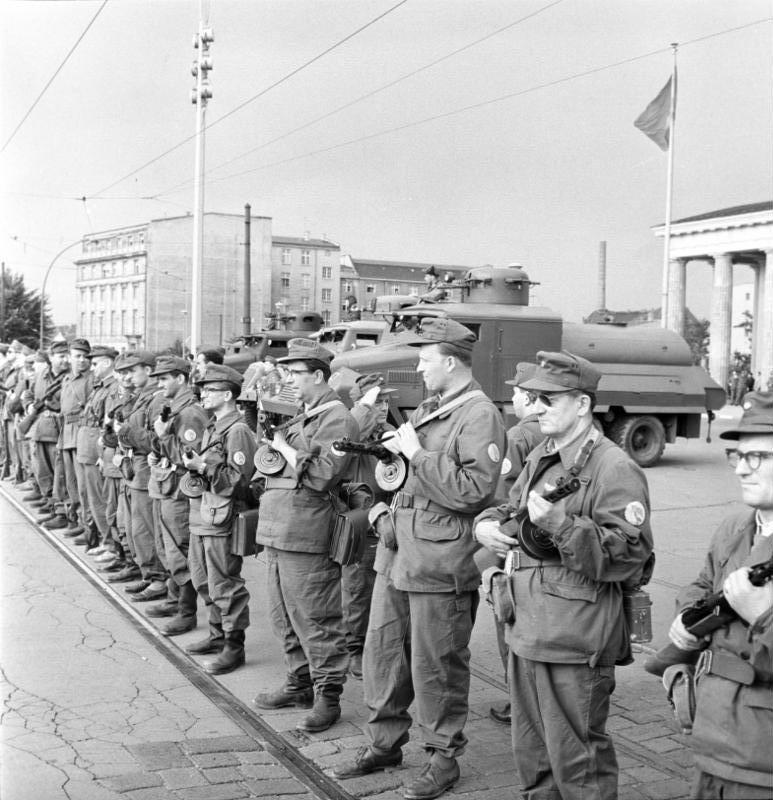
有刺鉄線の周囲を警護する労働者階級戦闘団（1961年8月13日）

13日午前1時、東ドイツ警察隊本部は、二つの指令を発した。1時5分にブランデンブルク門に国境警備隊が現れた。1時11分にロイター通信のアダム・ケレット＝ロングのオフィスにワルシャワ条約機構加盟諸国の「西ベルリン全領域の周囲に確実な保護手段と効果的管理を構築する」旨の声明が届き、彼は急ぎ車を走らせてブランデンブルク門に向かったが、途中で警官に止められ、境界は閉鎖された旨を伝えられた。すぐにそこを離れて支局に戻り、「東西の境界線は本日、日付が改まると同時に閉ざされた」と世界中に配信した。この時に東ドイツ政府は東西ベルリン間の68の道すべてを遮断し、有刺鉄線で最初の「壁」の建設を開始し始めていた。午前1時30分、東ドイツ当局は全ての公的輸送を停止した。東西ベルリンを結ぶフリードリッヒ通り駅では、西ベルリンから来た全列車の乗客の降車を許さず、各駅で列車の線路を破壊して有刺鉄線を張り拡げていった。その時西側3ヵ国の兵士はまだ寝入ったままであった。
イギリス特使団政治顧問バーナード・レドウィッジは、将校専用クラブのパーティーから遅くに帰宅して寝る準備に入った時に、英軍憲兵隊から電話で列車の深夜運行の中止、通信の遮断、検問所での道路封鎖の報告を受けた。急ぎスタジアム近くのオフィスに出向き、ロンドンに電話し、至急電を送った。これが最初の正式な通知であった。レドヴィッジはこの作戦にそれほど驚いておらず、「絶対に何かあるとは感じていたが、誰も推測出来なかった。情報源からは報告は無かった」と後年のインタビューで答えている。
西ベルリン駐在アメリカ公使アラン・ライトナーは、午前2時に境界閉鎖の第一報を受ける。部下のスマイサーとトリンカが指示を受けて偵察に出向き、車でポツダム広場から東ベルリンに入ることが許可されて、約1時間東側を回り、ブランデンブルク門から西ベルリンに戻った。スマイサーの目撃情報からライトナーはソ連軍がこの作戦に直接役割を果たしていないことで、アメリカにとって軍事的脅威でないと考える一方で、東ドイツの軍隊を東ベルリンに入れることを禁止している4ヵ国協定に違反していることも念頭に置いた。午前11時にラスク国務長官に最初の詳細な報告を打電した。「東ベルリン住民が西ベルリンへ入ることは妨げられた」、「東の経済的損失と、社会主義陣営の威信を失う難民流出に対処する措置である」と述べて、夜に次の電報を打電した時にはソ連軍の動きにも言及し、直接の介入は無いが、かなりの規模で動員したことは東ドイツ軍の信頼度について疑念を持っていることも付記し、また西側の軍関係者及び文民公務員は東へ自由に出入りしていることも付け加えた。
ほぼ午前2時すぎから、各地区に配置した労働者階級戦闘団から準備完了の連絡が相次ぎ、午前3時に警察本部は内務省への第1回目の報告を行い、その後1時間ごとに報告を続けた。3時25分にUPI通信が速報を配信した。午前4時、ブラントの乗った列車はキールに向かっていたが、途中のハノーファーに到着後に連絡が入り、急ぎ同地で下車しタクシーに乗り空港に向かった。午前4時30分にアデナウアー首相は首都ボン近くの自宅で就寝中に起こされ、状況を知らされた。ブラントが急ぎ西ベルリンに向かったのに対し、アデナウアーは西ベルリンにすぐに行くことはなかった。フランスのド・ゴール大統領は、パリ南のコロンベ・レ・ドゥ・ゼグリーゼの別荘でいつものように週末の休暇で、やはり就寝中にクーヴ・ド・ミュルヴィル外相から電話で事態を知らされた。ド・ゴールはその時に「これで、ベルリン問題に片が付く」と語ったといわれる。
この頃、アメリカのスマイサーとトリンカは偵察を続け、フリードリッヒ通り駅に到着した。まだ深夜であったが、数十人の乗客（女性・子供・老人ら）がプラットホームに上がろうとして警官に押し戻されて、トリンカは後に「これが最後のチャンスと思ったのだろう。全ておしまいだと悟り、涙を流していた。」と語っている。駅構内には、12日付の党中央委員会からの命令書が以下のように張り出されていた。
この命令書には、その他に地下鉄の閉鎖駅が列挙され、西側からの路線の通る東側の地下鉄駅は列車が停止しないことも明らかにしていた。そしてここには記されていなかったが、これ以降西へ乗車できるのは警察からの正式な証書を持つ人だけとなり、プラットホームAとBはやがて閉鎖された。この駅から西へ向かって運行が再開されたのは、1989年になってからである。この日に都市鉄道の8路線、地下鉄の4路線が交通不能となり、都市鉄道の48駅の全てで地区間交通が廃止され、東ベルリンの33駅のうち13駅が営業停止となった。

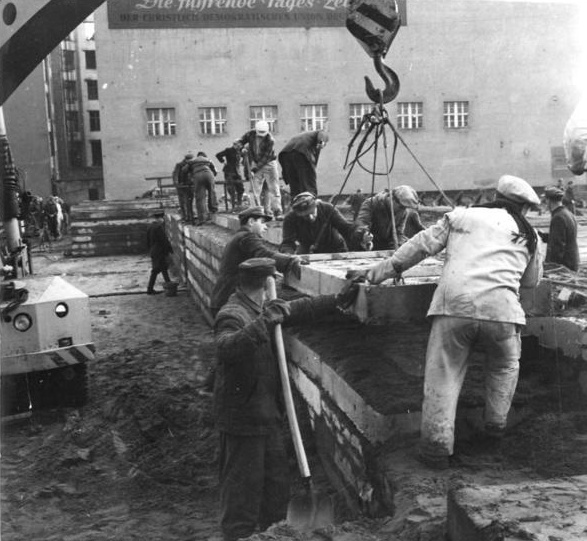
チェックポイント・チャーリーでのコンクリート壁の建設（1961年）

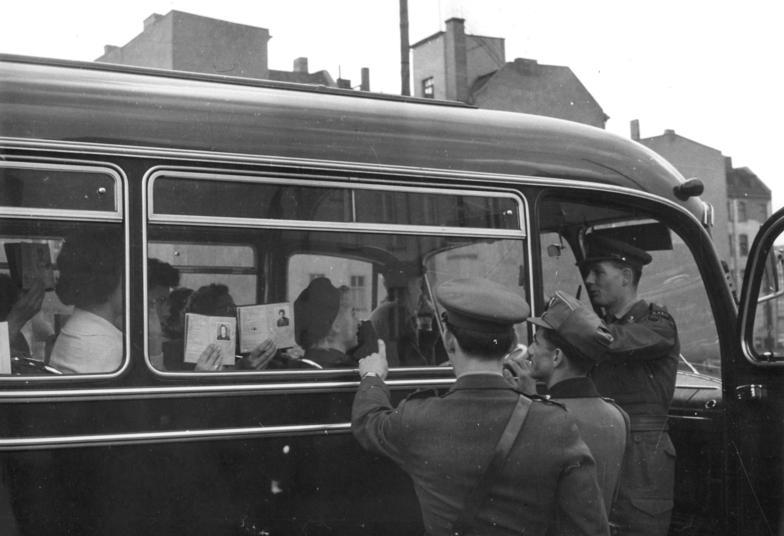
バスの乗客に許可証の提示を求める東ドイツ警備兵（1961年8月）

東ベルリンは大騒ぎとなり、人が動きトラックが動き回り、空気ドリルが道路を掘削していた。警察本部では電話が鳴り響き、各地区警察には命令が飛び交った。午前5時30分には、ポツダムに駐屯する工兵小隊が建設作業に駆り出された。実際国境線近くの作業に駆り出された国境警備隊、予備警察隊、警察学校生徒、そして労働者階級戦闘団などは、内容は事前に一切知らされず、深夜になってから命令が出されて、動員されているのがほとんどであった。
エーリッヒ・ホーネッカーはずっと境界沿いを車で走り、細かい指示を出しながら作戦の進行状況を確認していた。午前4時頃にはほぼ作戦の重要な部分が達成されていることに満足して執務室に戻った。午前6時頃には全指揮官から任務は指示された通り実行されたとの報告を受けた。朝の6時までに東西ベルリン間の通行はほとんど不可能になり、有刺鉄線による壁は午後1時までにほぼ建設が完了した。ホーネッカーはウルブリヒトに最終報告を済ませて帰宅した。
この夜のうちに、まだ境界線が強化されていない地域から、数百人の東ベルリン市民が西へ脱出した。湖沼や運河を渡った者、西ベルリン市民の知人の車のトランクや座席の下に隠れた者、自分のナンバープレートを西の友人のプレートに付け替えて越境した者など様々であったが、難民脱出のハッチはこの夜に閉ざされた。1961年8月13日にマリーエンフェルデ難民収容所に来た者は150名だった。しかし実際の越境者の数は不明である。
これで東西ベルリン間の48キロを含む、西ベルリンを囲む環状155キロに渡る有刺鉄線が僅か一夜で完成した。2日後には石造りの壁の建設が開始された。その境界線は東西に193本の主要道路及び脇道を横切っており、それまで81カ所の検問所があって通行可能であったが、その内69カ所がこの日に有刺鉄線によって封鎖され、12カ所に限定された。
東ドイツは建設当時、この壁を「近代的な西部国境」と呼び、「平和の包囲線」とも呼ばれていた。そして翌年8月、壁建設1周年記念行事を準備していた時に、この壁の正式名称の検討を始め、党政治局に設置された情宣委員会と中央委員会書記アルベルト・ノイデンが名称を「防疫線（コルドン・サニテル）」とする案がいったんは通ったが、再度検討することとなり、西側からの軍事的な攻撃を防ぐためのものであるとして、「対ファシズム防壁（Antifaschistischer Schutzwall）」と呼ぶことに決定した:124-125。これは名目で、実際には東ドイツ国民が西ベルリンを経由して西ドイツへ流出するのを防ぐためのものであり、「封鎖」対象は西ベルリンではなく東ドイツ国民をはじめとした東側陣営に住む人々であった。

### ブラント市長の苦悩
午前5時にハノーファーで夜行列車から急遽降りて、空港から飛行機で西ベルリンに戻ったブラントは、すぐに壁の建設現場に駆けつけた。「それまで何度かの危機でも頭はさめていたのだが、今度ばかりは冷静、沈着でいられなかった。」「何千、何万という家族が引き裂かれ、ばらばらにされていくのを見て、怒り、絶望する以外にはなかった。」と後に自伝で述べている:163。そしてブラントの目に映ったもう一つの冷たい現実があった。アメリカの冷静な態度であった。西ベルリン駐留のアメリカ軍は国防総省にも国務省にもホワイトハウスにも報告はしていた。しかし伝えられてきたのは「収拾がつかないような反応が起こらないようにせよ。」であった。休暇先からボンに戻ったモスクワ駐在西独大使のクロルは「西側諸国の受け身の態度に西ドイツの失望は大きかった。ベルリン市民は見捨てられたと感じていた。」と語っている。8月13日に、西ドイツも西ベルリンも連合国側の冷静さに驚かされていた。8月16日付けの西ドイツの大衆紙「ビルト」は一面トップで「西側、何もせず」という見出しを出した。西側は口頭での抗議しかなかった:163-166。後に有名になったこのビルト紙の見出しは「東側は行動を起こす・・西側は何をするか・・西側は何もせず・・ケネディは沈黙する・・マクミランは狩りに行く・・アデナウアーはブラントを罵る」であった:70。
壁を作った東側への怒り、何の手も打たない西側諸国とりわけアメリカへの失望、さらに西ドイツ政府への幻滅、アデナウアーはベルリンに来ず、15日の選挙演説でブラントの過去を取り上げて個人攻撃をする始末であった。アデナウアー首相は西ドイツ首相として首都ボンに留まり、すぐにベルリンに赴くことはせず、過度に慎重な姿勢に終始した。それどころか、ボンに駐在するソ連大使スミルノフに会い、「西ドイツは状況を危険に曝すような如何なる手段も取らない」と述べ、またタカ派で有名であったシュトラウス国防相でさえ、国民に冷静さを呼び掛けていた。
8月16日に市庁舎前の広場で25万人の市民が集まって抗議集会が開かれ、ブラントは抗議の演説をした:167。しかしまかり間違えば、市民の怒りは連合国側へ向けられることも十分に予測される事態に苦渋に満ちたものであった。ここで「ソ連の愛玩犬ウルブリヒトはわずかな自由裁量権を得て、不正義の体制を強化した。我々は東側の同胞の重荷を背負うことは出来ません。しかしこの絶望的な時間において彼らと共に立ち上がる決意のあることを示すことでのみ、彼らを援助出来る。」としてアメリカに対して「ベルリンは言葉以上のものを期待します。政治的行動に期待しています。」と述べた。ブラントはケネディに書簡を送ったことも明らかにした。

### 結果
壁の建設は、ベルリンが亡命の場となっていた為、東西ドイツの国境封鎖と相まって、人口流出を防ぎ、東ドイツの政治・経済はようやく安定した。鉄鋼・石油化学製品の生産は伸び、国産の自動車産業も発展した。60年代の労働者賃金は毎年4%以上伸びた。

### ソ連の安堵
ソ連は東ドイツ軍の後方の第三陣として布陣して、大量の軍事的動員を行うことで、アメリカ軍などの西側への強いメッセージを送った。アメリカ軍が介入してきた場合の代価がどれほどのものになるか、明確に伝えたのであった。東ドイツ駐留ソ連軍総司令官のイワン・コーネフ元帥は、若干の危惧を持っていた。東ドイツ軍及び警察部隊の忠誠がどこまで信用できるのか、西側諸国の軍隊が前進してきたら彼らはどう反応するのか不安を感じざるを得なかった。しかし西側の軍隊は動かなかった。
そしてモスクワではフルシチョフが有頂天になっていた。米英仏を出し抜いたことで、最初は安堵しそれから歓喜の情に浸り込んでいった。東ドイツとの平和条約の締結によって得られると思っていたそれ以上のものを得たと感じていた。そしてフルシチョフはさらに突き進んだ。しばらく米ソ間で行っていなかった核実験の再開をアメリカよりも早く行った。

### アメリカの沈黙
アメリカなど西側諸国はベルリンをめぐる一連の出来事に対して最初から慎重な態度であった:356。それはこの動きが全て東側の領土内でのことで、ケネディが7月25日の声明で示した3つの条件の侵害はなく、全て向こう側のことであったことがその理由だった。それはまた西側も望んでいたことでもあった。不思議なことに実はアデナウアーも同様だった。
8月13日（日曜日）午前10時（ベルリン時間午後4時）にラスク国務長官とコーラー国務副長官が国務省に着いた。ラスクは「東ドイツとソ連が自国内でしたことだから戦争と平和の問題には直結しない。」と考え、「壁は彼らの防衛手段だ。また西ベルリンの位置とそこを包囲する軍事力の差を考えると自滅に追い込まれると予想され、道理に合わない。」と後に述べている。そして現地がソ連に対して抗議声明を出すことを禁じていた:137-138。1945年7月7日に米英仏ソの4ヵ国で、ベルリンではお互いの部隊が制限を受けることなく行動できることを同意していた。ベルリン封鎖の後に1949年6月20日にも4ヵ国協定によって再度確認していた。従ってケネディは、この協定に基づいて東ドイツ部隊によって作られた壁を解体せよとアメリカ軍に命令する権利を持っていた。そもそもベルリンで東ドイツ軍が行動する権利はないのであった。しかし西側は動かなかった。この日にハイアニスポートで休暇中だったケネディとラスクが電話で打合せして抗議声明の内容を決めたが、この4ヵ国協定を引き合いに出しているものの予想の範囲内でしかなかった。ラスクはその日の午後に大リーグの試合セネタース対ヤンキースを見に野球場に行った。アーサー・シュレンジャー補佐官はその後の著書の中で「東ドイツの出血を止めることで、壁はベルリンに対するソ連の最大の関心を鎮めた。」と述べている:168。これはソ連勢力圏内の一現象に過ぎない、下手に介入するとか、脅迫じみた言動をすることは、危険すぎると考えていた。
8月14日にハイアニスポートからワシントンに戻ったケネディは午前にモスクワから戻ったトンプソン大使と会い、午後にラスク国務長官と会談した。ベルリン駐在のライトナー公使から何度もメッセージが届き、西ベルリン市民の士気が急激に低下している旨の内容であった。西ベルリンに居住する西側3ヵ国の軍関係者及び家族などの軍属並びに外交官などは従来通り東ベルリンへの通行は妨げられず、3カ所のチェックポイントを通って東ベルリンと往来は出来た。また西ドイツから西ベルリンへの陸路、そして空路もそのままで、西ベルリンに関する西側の権利を侵害することは無かった。
そして16日にブラントからの書簡を受け取ったケネディであったが、アデナウアー首相を飛び越えて一つの都市の市長からアメリカ大統領に書簡を送ったこと自体にケネディは怒っていた。しかし西ベルリンではアメリカが裏切ろうとしているという疑念が広まっているという報告を受けて、自分は一貫してクレムリンに立ち向かっていることをベルリン市民にも、ソ連人にも、そして国内のアメリカ人にも示すことが重要である認識に至り、何らかの行動に出ることを決意した。
イギリスのマクミラン首相は趣味の狩猟に出かけてスコットランドに滞在し第一報が入ってもそこに留まった。マクミランには状況は改善したと見えていた。これでドイツの分断は固定化し、ベルリン問題は安定化し、ベルリン危機は緩和された。つまりすべて目的は達せられたと考えていた:71。

### 西ベルリンへの軍隊派遣
8月18日、ケネディはジョンソン副大統領とクレイ将軍をボンに派遣し、副大統領と将軍はそこから翌19日に西ベルリンに飛び、西ベルリン市民は二人を熱狂的に迎えた。ジョンソンは市庁舎前の広場で「今日、新しい危機において、あなた方の勇気は自由を愛する全ての人々に希望をもたらします。」「この都市の存続と未来を、我々アメリカは我々の先祖が独立宣言で誓ったもの、それと同じく我々の生命、財産、神聖な名誉に懸けて誓うものです。」と述べた。この言葉は13日の国境封鎖以来、意気消沈していたベルリン市民を勇気づけ、涙する者もいた。そして西ドイツから陸路アウトバーンで東ドイツを通過してアメリカ陸軍の精鋭部隊が西ベルリンに向かっていることもこの時にベルリン市民に伝えた。
8月20日にアメリカ陸軍第8歩兵師団第1戦隊約1600人が西ベルリン駐留部隊を増強するため、ベルリン市民の歓呼の中で西ベルリンに到着した。この精鋭部隊を東ドイツを通って西ベルリンに派遣すること自体がソ連との武力抗争を引き起こしかねない危険を伴うものと危惧する幹部もいたが、ケネディは西ベルリンを徹底的に防衛する決意を示すために実行した。そしてこの結果は西ベルリンへのアクセス権の確保が確かなものであることも裏付けられたが、西ベルリン市民にとってはアメリカが旗幟を鮮明にしたことだけで十分であった。

## 壁の構造

壁と無人地帯の構造

壁の建設は一気に行われたわけではなく、数度にわたって造り替えられた。特に初期の壁、ブロックを積み上げた文字通りの「壁」はベルリン中心部の一部にすぎず、郊外の田園地帯・牧草地帯・森林地帯・湖沼では、巻いた有刺鉄線の仕切りが二列に並べられただけのものであった。この二列は間隔が70m開いた部分もあれば、地形や住居の接近如何によってかなり狭まった部分もあった。
時代が下るにつれて壁はより頑丈になり、1976年に行われた改造（4度目の改造のため、「第四世代」と呼ばれた）によって壁の建設はほぼ完成した。最終段階の壁では高密度の鉄筋コンクリート製のものが二重に建てられており:216-217、その2枚の壁の間は数十メートルの無人地帯となっており、東側から順番に、金網の柵（アラームつき）、道路（国境警備隊パトロールのため）、柵と道路の間に一定間隔の監視塔（東西ベルリン間48キロの区間だけで302カ所）、柔らかい土のベルト地帯（常に均されていて警備隊でも入れず、何者かが通ると痕跡が残る。夜は無数の照明に照らされている）、段差や対車輌障害物（車での突破を防ぐため）が仕掛けられていた。東ドイツ当局が監視の目を光らせており、壁を越えようとするものがいればすぐに分かるようになっていた:216-217。
壁の高さは3.6m、高いところで4.2mで、最上部が半円形にされており、乗り越えようとしても絶対に掴まる所が無く引っ掛ける所も無い状態であった。一番東側の壁から西側の壁までの距離は60mを超え、警備隊員と番犬以外は全く無人地帯で隠れることが出来ない恐ろしいほど殺伐とした光景の一帯であった:217-218。また、1970年には仕掛けケーブルに触れると散弾を発射する対人地雷SM70（自動発砲装置と呼ばれ、クレイモア地雷と原理において同じ）も設けられたものの、被害者に大きな苦痛を与えると非難され、また時折誤作動も起こしたため1984年に撤去された。

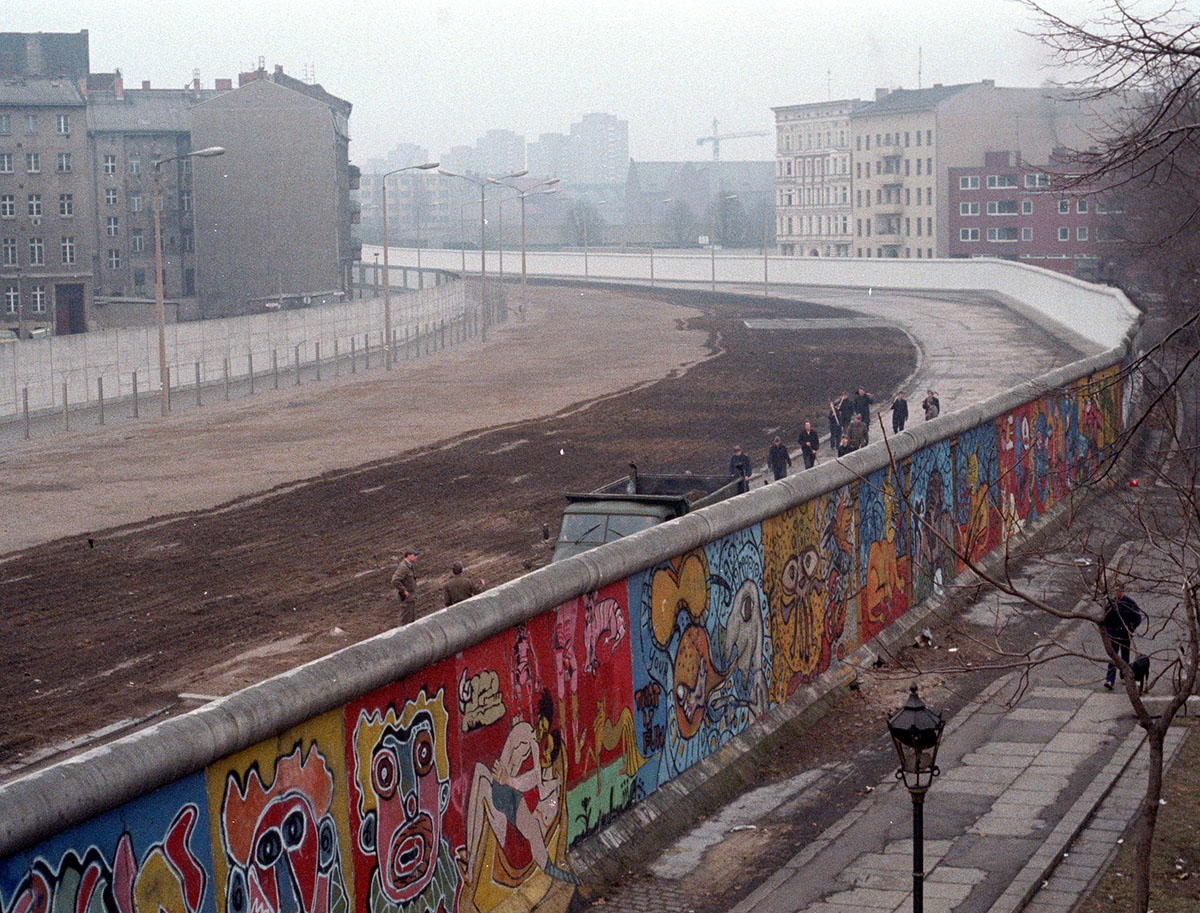
彩られたベルリンの壁の西側。無人地帯には野戦服や作業服を着た東側国境警備隊も見える（1986年）

最終的に壁の総延長は155km、無人地帯の総面積は49,000m2から55,000m2に及び、ほぼ1つの町の総面積に等しいものであった。壁は東側からは幅100mの無人地帯のため立ち入ることができなかったが、西側からは接近することができたため、壁の西側では壁の建設を非難し撤去を求める政治的な落書きが出現するようになった。やがてさまざまなメッセージや色鮮やかなストリートアートが壁の西側を彩った。

## チェックポイント・チャーリーの対決

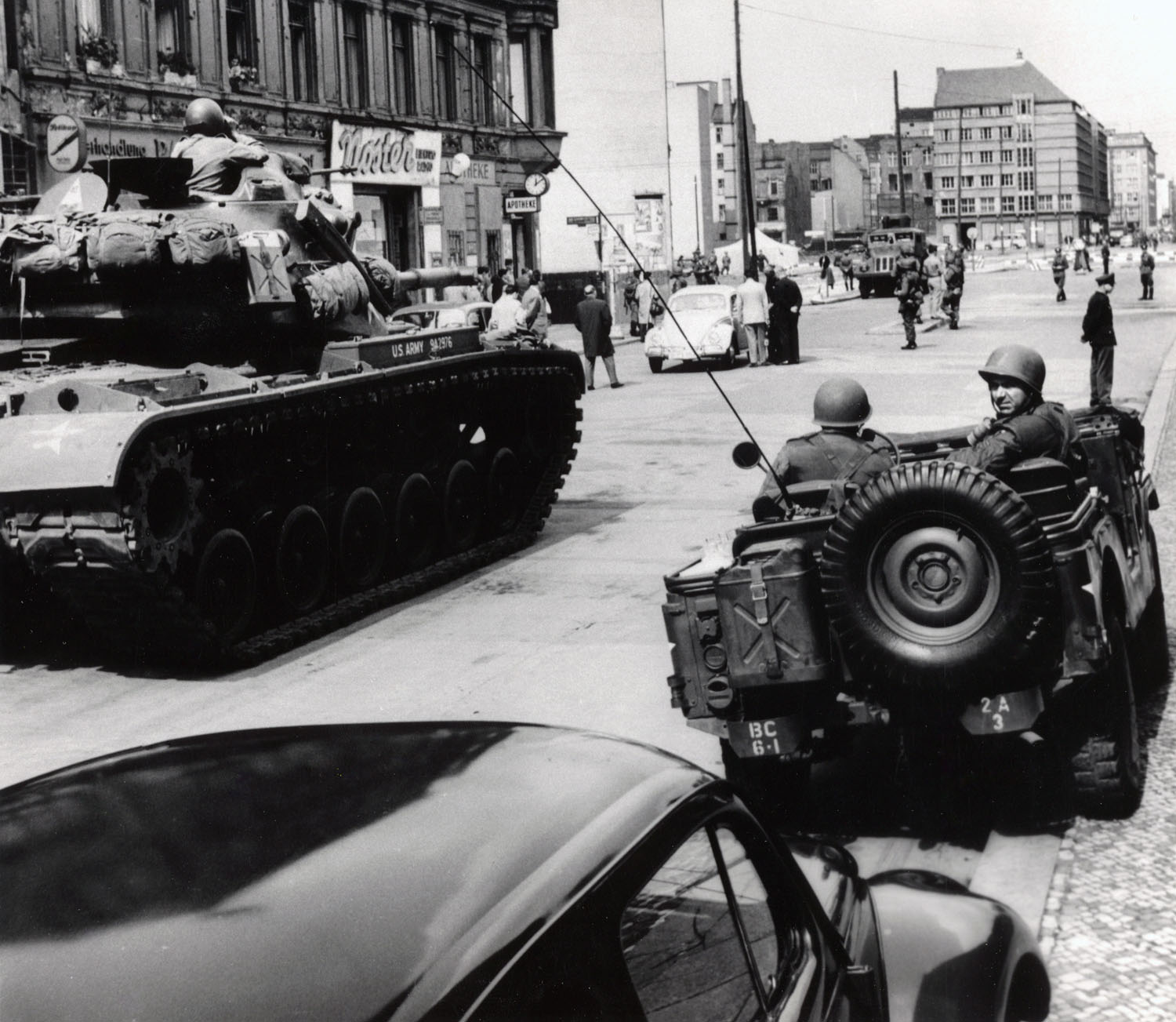
チェックポイント・チャーリーでソ連側と睨み合う米軍戦車（1961年10月27日）

1961年10月17日、ソ連共産党第22回大会でフルシチョフ首相は年末までに東ドイツとの平和条約を結ぶとの主張を取り下げた。事前に相談を受けなかったウルブリヒト東独第一書記はこのソ連の方針変換に不満であり、抗議の意思をこめて東ベルリンでの境界線での入国審査の厳格化という実力行使に訴えた。西側の文民公務員に対し身分証明書の提示を求めるようになったが、この対応は4ヵ国協定に違反しており、ソ連からもマリノフスキー国防相名で、東ドイツはソ連の許可なしに境界線において何も変更してはならない、と通達を出していた。
10月22日、アラン・ライトナー米国公使夫妻がチェックポイント・チャーリーを通過しようとしたときに身分証明書の提示を要求された。ライトナー公使はこれを拒否し、警備隊と押し問答の末に強引に検問所を突破して往来の自由を主張するなどした。その後、クレイ将軍は本国のラスク国務長官の許可の下、チェックポイント・チャーリーでの外交官の示威行動を行い、米軍兵士の護衛付きで外交官が検問所を突破するなどした。警備隊は当初は特段強行に阻止するなどはしていなかったが、10月27日、示威行動を行った米国側が引き返そうとしたところ、突如としてソ連軍が戦車を検問所前まで進めた。米軍も待機していた戦車を出動させ、両軍は検問所を挟んでにらみ合った。
クレイ大将は実力行使も辞さずの構えだったが、ケネディは西側諸国間でのベルリン問題の意見の相違の調整で苦しんでいた時期であり、一検問所でのトラブルを大きくする余裕はなかった。一方フルシチョフは、壁の建設の時点でのケネディのシグナルから米国がこれ以上の行動に出ることは無いと確信しており、報告を聞いても「戦争なんて起こる訳はない」と考えていた。ケネディとフルシチョフは極秘で連絡をとり、一触即発の状態は20時間ほどで解消された。米軍側を主導したクレイ大将はその後本国に呼び戻された。またフルシチョフも米・東独間の平和条約締結案を正式に取り下げたうえで、ウルブリヒトに対しては「特にベルリンにおいて、状況を悪化させるような行動は避けよ」と改めてくぎを刺した。
この事態は「（ベルリン危機）」と呼ばれ、後に「米ソの最初で最後の直接武力対決の舞台」と言われた。
この事件以降、壁の存在は両陣営の武力衝突を回避し、冷戦の状態を維持する役割を果たすことになった。実際にケネディも「（壁は）非常によい解決法というわけではない、が、戦争になるよりはずっとましだ」と、壁の存在について容認する発言をしていた。
ベルリン駐在の米国外交官リチャード・スマイサーは後に「壁は東ドイツを強化ないし救済するためのもので、チェックポイント・チャーリーでの事件はある意味でゲームだった。クレイは戦車隊が到着してすぐにそれを察知し、様子を見ることにしょう、と言った。実際戦車が対峙していても緊迫した空気は無かったし、双方とも発砲する気は無かった。この事件で第三次世界大戦を始めようとは思っていなかったし、ロシアもそのつもりは無かった。」と語っている:281-283。
ヘンリー・キッシンジャーはその著書「外交」の中で、このベルリン問題について、「フルシチョフが東ドイツとの平和条約を断念し、ベルリンの壁の成功が個別の平和条約を不要にしたと宣言したことで、ベルリン危機は終わった。」と述べた。そして「危機を通じて序盤に鮮やかな動きを見せた後に、相手が進退窮まって投了するのを待つチェスの棋士のように振る舞った。しかし外交記録を読むと、交渉で数多の選択肢が示されて論じられ暗示されているのにそれを少しも利用しなかったことは理解しがたいことだ。」「結局フルシチョフは自分が何度も最終期限を設定しながら何もせず、西側同盟国を交渉に巻き込ませた数々の選択肢についても何もしなかった。3年間の最後通牒と血も凍る脅迫（1958年の自由都市宣言と1961年ウイーン会談におけるケネディへの最後通牒）の後でフルシチョフの成功はベルリンの壁を作ったことだが、これは結局、ソ連のベルリン政策の失敗を象徴するものとなった。」「フルシチョフは自ら作り出した絡み合った罠に自らはまり込んでしまった。」としてベルリン危機は翌年秋に起こったキューバ危機とともに冷戦の転換点となったと述べている:208-210。この壁建設は結局1958年の最後通牒から大きく後退し、西側に対決するものでなく、東ドイツ人の利益に対立するものであった。そしてこの時は西側は知らなかったが、東側陣営での中ソ対立で中国との関係が悪化していたことが一定程度西側への態度を軟化させていた、とも見られている:199。

この1年後の1962年10月に、キューバにソ連が密かに核ミサイル基地を建設しようとしていたことを発見した米国はキューバを海上封鎖してソ連にミサイル基地撤去を迫り、核戦争の一歩手前まで行ったがうまく回避しソ連のミサイル基地撤去を勝ち取った。

## ケネディ大統領の訪問

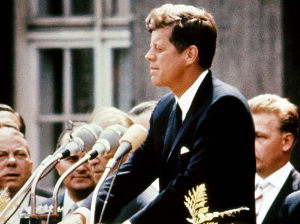
ベルリン市民の前で演説するケネディ（1963年6月26日）

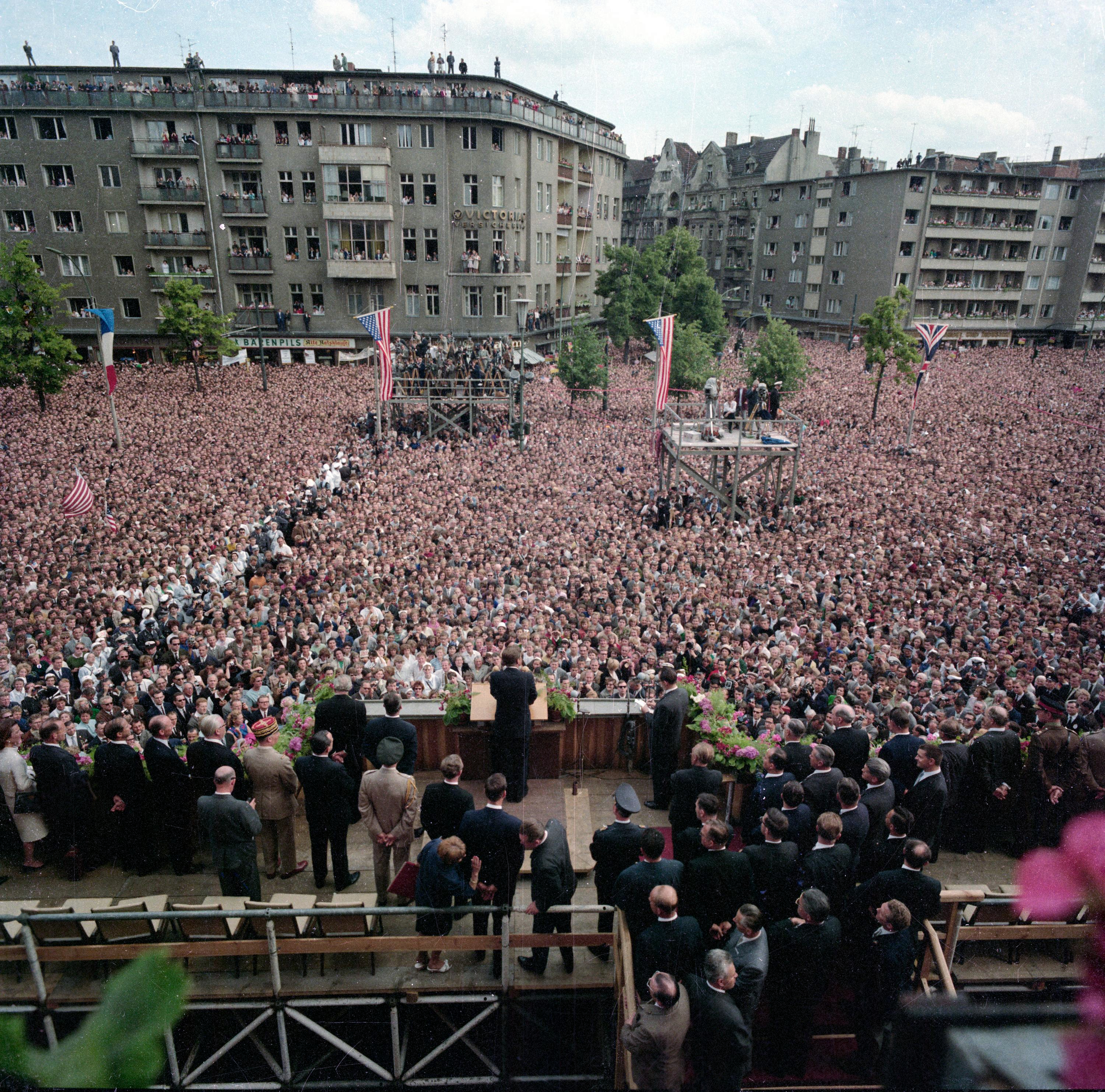
ケネディの演説を聞くために市庁舎前に集まった30万人のベルリン市民（1963年6月26日）

1963年6月26日にケネディ大統領は西ベルリンを訪問した。ベルリンの壁建設時は苦境に立たされたケネディであったが、翌年10月のキューバ危機では、トルコからのミサイル引き揚げと取り引きする形でキューバへの核兵器配備を阻止し、6月10日にアメリカン大学での「平和のための戦略」演説でソ連との直接交渉を始めたばかりであった。この時期には西ベルリン市民のケネディへの人気は高まっていた。
この日、アデナウアー首相とブラント市長とともに100万人の市民の歓呼に答え、ベルリンの壁近くの市庁舎前広場で30万人のベルリン市民を前に演説した。ベルリンの壁が築かれてまだ西ドイツも西ベルリンも複雑な状況ではあったが、この頃になると次第に状況は安定に向かっていた。演説においてケネディは、ここで有名なフレーズを述べた。
そして共産主義を激しく批判して、最後にまたドイツ語で締めくくった。
この言葉はアメリカの西ベルリンに対する決意の強さを表すものとしてソ連に対する強いメッセージとなった。それは西ベルリンを守ったという自負と、貧しい東から豊かな西へ逃亡しないようにしたのがこの壁であることの勝利の表明であった:166。壁建設の時点では見せなかった憤激を露わに共産主義を非難し、そしてこの時にケネディは大統領就任後に初めて、「これはドイツ人が戦後18年の行動を通じて勝ち得た権利であり、私はベルリンが、ドイツ国民が、そしてヨーロッパ大陸がいつの日か統一されるであろうことを確信するものである。」と、ドイツ再統一の権利について述べた。ケネディはこの演説でドイツとベルリンに関する米国の政策を新しい決意のもとに変えて、ベルリンを守るべき場所とし、以後米国はベルリンで引き下がることは無かった。
この演説は多くのベルリン市民やドイツ国民の心に残ることとなった。この広場で行った演説は彼の政治活動のなかで最も成功したものだった:231。
ケネディ暗殺後、この広場はジョン・F・ケネディ広場と改名された:196。

## その後
西ドイツのブラント首相の東方外交で、西ドイツとソ連、西ドイツとポーランド、そして東西ドイツの間で関係改善が進むと、ベルリン問題についても恒久的であれ暫定的であれ平和的に処理しようとする動きが1970年に入ってから活発になった。そして1971年9月3日に米英仏ソの4ヵ国協定が締結され、更に東西ドイツ間で細部の取り決めを合意し、翌1972年6月3日に発効した。この協定には東西ベルリンの地位は曖昧で、東ベルリンは「隣接する地域」と表現されてベルリン全体の問題には触れていないが、ソ連は東ベルリンに大使館を置きながら西ベルリンにも領事館を置き、暗黙のうちに西ベルリンが自己の勢力範囲であることを断念し、また西側3ヵ国軍の西ベルリンへの駐留、西ベルリンへの通行を認めた。一方西側は西ドイツと西ベルリンとが政治的には別の存在であることを認め、かつ東ベルリンを東ドイツの首都であることも認めた。これで戦後の東西ベルリンの間で未解決であった西ベルリンでの西側各国の駐留権、西ベルリンへの通行権が保障された。
さらに1972年に東西ドイツ基本条約が結ばれて、相互に対等な主権と領土を認め、翌1973年に東西ドイツは同時に国連加盟を果たした。

### 東から西への亡命
東西ドイツの間で1961年から1988年までに総計23万5000人が「共和国逃亡」によって西ドイツに逃れた。そのうち4万人が国境の見張りをすり抜けて越境した者で、更にその中の約5000人余りがベルリンの壁を乗り越えた者であるが、その大部分はまだ壁の国境管理が甘かった1964年までの数字である:104。東ドイツ側の国境超えの「逃亡未遂」に関する刑事訴訟の手続きは1958年から1960年までで約2万1300件、1961年から1965年までで約4万5400件であった。そして1979年から1988年までの「逃亡未遂」の有罪判決は約1万8000件であった:105。これはベルリン以外の東西ドイツ国境での逃亡未遂も含めての数であり、ベルリンの壁を超えようとした未遂及びその準備をした者はおよそ6万人以上とみられ、有罪判決受けて、平均4年の禁固刑であった。そして逃亡幇助の計画準備の場合は実行者より重く終身懲役刑を科されることもあった。
東から西への亡命は、壁建設が始まっていない地点からいち早く抜け出した例、検問所の設備が整う前に強行突破した例、国境警備隊の監視網をかいくぐって奇跡的に亡命を果たした例、果たせず逮捕された例、射殺された例など、様々なエピソードを産んだ。特に壁の設備がある程度完成した1964年までの間に、脱走の試みは集中した。
- ベルナウ通り[注 18]では道路と建物の間に境界線が引かれていたが、壁の建設が始まった時に事情をいち早く察知して逃亡した者以外は壁の建設部隊が到着するまで建物に住み続けていた。壁建設から1週間後の1961年8月19日、当局が通り一帯の住民およそ2000人に退去命令を出し、境界線（通りに面したドアと窓の目の前）にレンガを積み始めた。建物の2階に住んでいたルドルフ・ウルバン（47歳）は窓からロープを伝って降りようとしたが、その最中に警察が自室に入ってきたことで慌ててロープから手を放し、3mの高さから落下し、その後病院で死亡した。これがベルリンの壁での最初の犠牲者とされている[101]。
- 同じくベルナウ通りの住人フリーダ・シュルツ（77歳）は、窓の下の地面消防隊が敷いた毛布に飛び降りようとしたが、部屋に踏み込んできた警官に両手を掴まれた。外で受け止めようと待ち構えていた西側の市民が彼女の足首を掴んで二人がかりで引っ張り返し、身柄を警官からもぎ離した。この場面は丁度この現場を通りかかったアメリカ特使団のヘムシング広報官が目撃して「非常に感動的な光景だった」と後に述べ、またこの場面を撮影していたフィルムはニュース映画に使われて有名な話となった[102]。最終的にベルナウ通り沿いの建物は廃屋となり、やがて爆破され、更地となった。東ドイツ当局は9月半ばまでに東ベルリン市民2665人を政治犯罪で連行した[103]。この政治犯の連行は、別に6000人以上が逮捕されその内3100人が刑務所に数年入れられたとする説がある[24]:38。
- 8月24日、ギュンター・リトフィンは、交通警官に呼び止められたのを無視して水路に飛び込んだが、撃たれて死亡した。ベルリンの壁建設後、最初の市民の殺害事件であった[24]:32-33[注 19]。
- 1961年暮れに8両編成の列車の運転士が計画して、もう1人が線路のポイントスイッチを切り替えて、東側から西側につづく線路に進入して有刺鉄線を引き倒してすぐ西側の野原に停車した。この時に男性8人、女性10人、子供7人がそのまま西へ逃れ、事情を知らない他の乗客は東へ戻った[104][注 20]。
- 1962年8月17日、ペーター・フェヒター（18歳）がチェックポイント・チャーリーのすぐ近くで越境しようとして撃たれた。その時はまだ息があったが、倒れた場所が壁の東側だったため西側にいた警官や米兵や報道陣、群衆は彼を救い出すことは出来ず、壁の上の鉄条網から救急箱を投げ入れるのが精一杯であった。そして東側は西側との衝突を恐れて監視所から動かず、彼はそのまま失血死した。この一部始終を目撃した人は多く、西ベルリンでは激しい抗議行動が起こった。彼はベルリンの壁の最も有名な犠牲者となった。37年後の1999年にベルリン市はこの場所にペーター・フェヒターの記念碑を除幕している[17]:214-215[24]:102-104[105]。
- 1962年9月14日から15日にかけて29人がおよそ135メートルの地下トンネルを通って西ベルリンへ亡命。トンネル29として知られ、このトンネルを原作にしてフィクションのテレビ映画「トンネル」が作られた。
- 1964年10月に、トンネルを掘って57人が西へ逃れた。計画したのは西側の冒険家で工科大学の学生も含めて組織的に行われ、西からトンネルを掘り、東側では西の連絡員が手引きした大掛かりな脱出作戦であった。場所はベルナウ通りを挟んで西側のパン屋の地下室から3m下へ掘り、そこから145m進んで、ベルナウ通りの向こう側のある家の裏庭の今にも倒壊しそうな屋外トイレまで半年をかけて掘った。穴の縦はおおよそ70cmで、掘り出した土は西側のパン屋の部屋に積み上げていった。連絡員の間では同年の東京オリンピックにかけて「トーキョー作戦」と呼ばれた。1人は入口の見張りとして東側に合法的に入り東側の国境警備隊の動きを見張った。そして西側の連絡員が暗号電報を使って連絡を取り合い、越境を希望する者を探し、トンネルの入口付近の家に案内し、西側から双眼鏡で監視して尾行されていないことを確認してから無線で東側の家の中にいる者に連絡してドアを開けて家の中に入れた（この時の合言葉はトーキョーであった）。そして裏庭から屋外トイレに行き、便器を取り外して下のトンネルに入り、およそ11分から30分かけて西側のパン屋の地下室に達した。時間がかかったのは途中で水が深くなって息をするのが難しい地点があったことと、トンネルに入った人々は一様に恐ろしさに震え、泣き出す女性もいて、無遊状態[要説明]になって足取りが覚束ない人もいたからであった。それだけに脱出した後は激しい感情の波が押し寄せたとされている[誰によって?]。こうして10月3日に28人、4日に29人が西ベルリンに逃れた。内訳は男性23人、女性31人、子供3人であった。しかし5日朝にシュタージに発見されて、裏庭で撃ち合いとなり東側兵士が1人撃たれて死亡したが、西側の4人はトンネル入口のトイレから下へ通じ、そのまま西へ戻ることが出来た。この直後に東ドイツ政府は東西間の境界付近の保安活動は国家保安省（シュタージ）のみで行うことを決めた。この作戦行動は後に助かった57人から「トンネル57」として最も有名なトンネル脱出劇となった[106]。
- 同じく1964年、米軍車両が東ベルリン地区で定期的に行っていたパトロール[注 21]に着目した東ベルリン市民が、ひそかに米軍車と同型の偽物を造り、これも本物と同じデザインの軍服を着た偽物の軍人が運転し、トランク内にそれ以上の人数が隠れて、本物の米軍車がパトロールを行っている最中に堂々と検問所を突破した。検問官も偽物の車両であることに気づかず、しばらくしてから本物の車両が戻ってきたときに押問答になってからことが発覚した[108]。

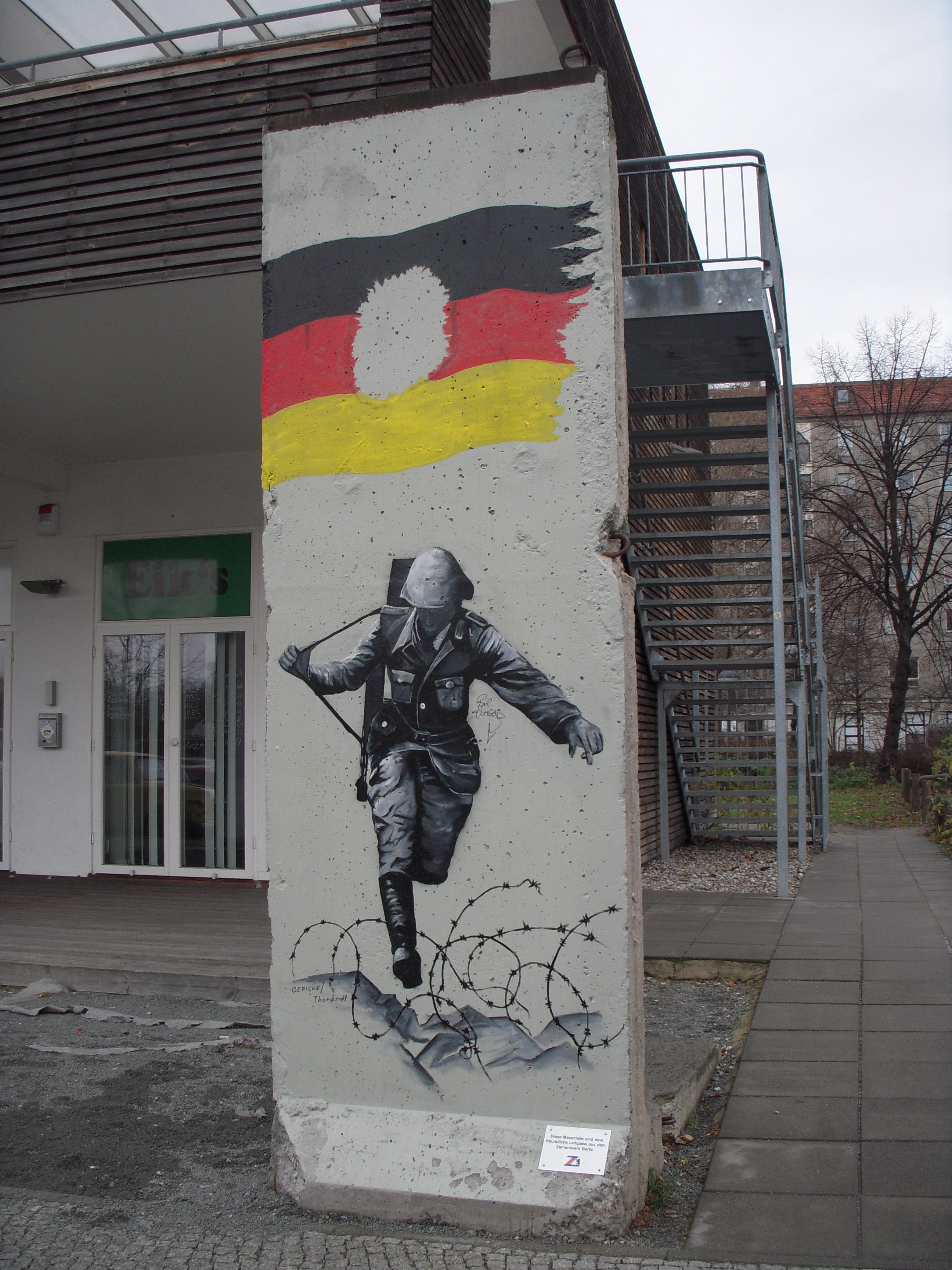
鉄条網を飛び越えるコンラート・シューマンの写真をもとにしたグラフィティ

- ドイツ民主共和国国境警備隊に従事する兵士の中からも、亡命者が続出し、ベルリンの壁建設直後の6週間で85人が逃亡した[109]。1961年8月15日に機動隊下士官コンラート・シューマンはルピン通りとベルナウ通りが交わる地点の国境線で逃亡を企てる者を阻止する任務についていたが、反対側の西側の多くの人々が見ている前で有刺鉄線を飛び越えて西へ逃れた。この兵士が有刺鉄線を飛び越えた瞬間の写真はその後『自由への飛翔』として有名なものとなった[24]:38[110]。1968年時点では、総勢8,000人で、ベルリン市民でなく西ドイツに親類がいない者が、「ベルリンの壁」担当の警備兵となっていた。逃亡防止のために2人一組で行動していたが、逆に逃亡を試みた側が同僚を銃撃することもあった。勤務中に射殺された警備兵は16人であったが、その半数は逃亡を図った警備兵の犯行であった[111]。
- ベルリンの壁を巡る最後の犠牲者は、1989年2月6日のクリス・ギュフロイ（20歳）が最後とされている。ただしクリストファー・ヒルトンは、この後の3月3日に気球に乗って西へ飛んだヴィンフリート・フロイデンベルク（33歳）が西で落下して死亡したこと、4月16日に18歳前後と思われる氏名不詳の男性が溺死したことも追記している[112]。

エドガー・ヴォルフルムは著書『ベルリンの壁』で「今日までベルリンの壁における犠牲者の正確な人数については確実な情報がない。」と述べている。しかし「ベルリンの壁の傍で亡くなった者は122人から200人」として「壁倒壊までに東ドイツから逃れようとして（ベルリン以外を含めて）死んだ人は1200人以上に上る」と推測している:37。
クリストファー・ヒルトンは著書「ベルリンの壁の物語」で、氏名が明確な死亡者について、その越境の行動と死亡に至る状況について克明に記して、氏名不詳の者も含めて165人の被害者の状況を述べているが、その彼も「壁の犠牲者に関しての決定的な情報は得られないかもしれない。」と述べている。彼は1991年にドイツで発行された「Opfer der Mauer（壁の犠牲者）」から多くの情報を得たとしているが、しかしこの文書は東ドイツの事件に関する機密扱いであった公式報告書を用いて調査されたものであるが完全ではないとしている。ある文書では172名の死亡者の一覧があったが、ヒルトンは「全てが亡命を目指していたとは言い難い」として「28年間に亡命を試みて死亡した者の一部は西側に報告されず東側にも記録に残っていない可能性がある」また「誰にも知られずに溺死した者がいた可能性がある」「越境しようとして泳いだが誰にも気付かれず遺体となったが発見もされなかったことが考えられる」と述べている。そして「私は全員の氏名を余さず記し、それぞれに人間らしい逸話を盛り込みたかったが、日付と簡単な説明だけを記すだけで精一杯であった。彼らの多くは無縁仏として埋葬あるいは火葬された」と語った。
1990年から2005年にかけてベルリンの壁で越境者を射殺した狙撃兵の裁判の訴訟文書によって解明が進んだとされて:111、「死亡者数は合計192名」であったり、「少なくとも136名」、「200人以上」:145、「射殺されたは238名」:364、「500人以上の人々が厳重に監視された境界で逃亡を試みて命を落とした」:260、「壁を越えようとして射殺された人は700人を超えると言われている」:215、「東西ドイツ及びベルリンの境界で命を落とした者は全体で943人にのぼる」:490などの諸説があり、1961年から63年までの壁建設の初期の期間で把握していない部分があるとしている。

### 政治犯買取り
東西間の通行が遮断されて、越境が危険を伴うことから、1963年頃から西への逃亡援助が営利事業と化し「逃亡援助を生業とする連中」が牛耳るようになって、西ドイツ側の態度も変わったと言われる。そしてその後に東西ドイツ政府間で裏取引が1964年頃から制度化され、東ドイツ政府の「人道的措置」によって東の刑務所に拘置された政治犯を西ドイツに送ることが可能となった。
その人数は1963年から1989年までに男女33,755人に上り、また家族結合の名目で約25万人以上とされている。西ドイツはその見返りに約35億ドイツマルクを支払った。1人について、その人物の教育水準・刑期の長さ・重要度に応じてまちまちの代金が交渉で決められて:117-118、40,000ドイツマルクから95,847ドイツマルクになったと言われる。これは見方を変えれば『人身売買』であり、東ドイツにとっては好ましくない市民や反体制分子を追放できて、しかも同時に利益を得るうま味のある『特別ビジネス』であった:118-119。

### 年金生活者の西送り
1964年11月に東ドイツ政府は年金受給者に対し、訪問あるいは滞在のために西側へ行くことを許可した。これで満65歳になって東ドイツ政府に移民申請をすれば、無条件で西ドイツに移住できた。これは当時の東ドイツにおける年金支給開始年齢であり、たとえ移住であれ65歳以上の人口が減れば年金を払う必要がないため政府は歳出をそれだけ削れ、お金だけかかる人間を厄介払いできるという東ドイツにとって実に都合のいい理由が背景にあった。他にもアルコール中毒患者や精神病患者も厄介払いとして東ドイツは簡単に西へ送っていた:206。1961年から1988年までに383,181人が西側へ行き、その大半が年金受給者であった。

### 西ベルリン市民の東側への一時訪問
壁建設直後は、射殺や溺死などの犠牲者が相次ぎ、壁付近は緊張に包まれて、西ベルリン市民の抗議や反発は収まらず、西側市民の東側への通行は不可能であった。しかしようやく沈静化に向かった1963年12月に7回に及ぶ予備会談の末、東ドイツとベルリン市との間で「ベルリン通行証協定」が締結されて、1963年12月19日から1964年1月4日までの17日間、一時的に西側市民が東側を訪れることが可能となった。これは東側に親戚がいることが証明された家族のみの限定で、クリスマスを東側の親戚とともに過ごすためのものであった。この制度を利用した西側市民は73万人以上で、西ベルリン市民の半数に近い延べ120万人が東ベルリンに入ったという。この協定は翌1964年も結ばれて、1964年10月30日から11月12日まで、12月19日から1965年1月3日まで、そして復活祭から聖霊降臨祭までのそれぞれ14日間であった。
やがて1967年になって通行証協定が改められて規則が緩和された。しかし東側に入るときにはビザとパスポートを持ち、西側の印刷物の持ち込みは不可であった。また東ドイツ政府にとって外貨獲得の一環として機能しており、西ドイツ市民は有無を言わさず西ドイツマルクを収奪させられていた。まず越境時に東西マルクを1対1で交換させられ、東独滞在時に使いきれなかった東独マルクは西独に戻るときに再両替されずに没収されることになっていた（建前では東独の銀行に預け次の訪問時に引き出せるが、その際の引き出しの手続きはややこしく、事実上の没収状態であった）。東独は物価が安く、更にモノの供給量が少ないので両替分を使いきれないことが多く、多くの場合において没収された。さらに東ベルリンの他の街を訪問する場合にも、どの街に入る時にも強制両替を行い、ここでも残った金額を没収していた。しかも最初の越境時から交換額を記した紙片の携帯が義務づけられており、最後に残金を没収されるときに東側で買ったもの全てを書類に書き入れなくてはならなかった。この申請に不備があると後で面倒なことになった:203-205。
一方で東側市民が西へ行くことは容易に認められず、親の葬儀への参列については認められることがあったが申請が通るかはまちまちで、後には誕生日のお祝い訪問も40歳・50歳・60歳の区切りで許可されたが、これも許可が下りない場合もある恣意的な運用であった。その後も、親戚訪問、ビジネス、東側団体主催の催し物への参加などだけを認め、外国人には認められた市内見物やオペラ観劇は西独市民には認めなかった。そして1年間で合計30日以内という制限があった:205。

## ベルリンの壁崩壊へ

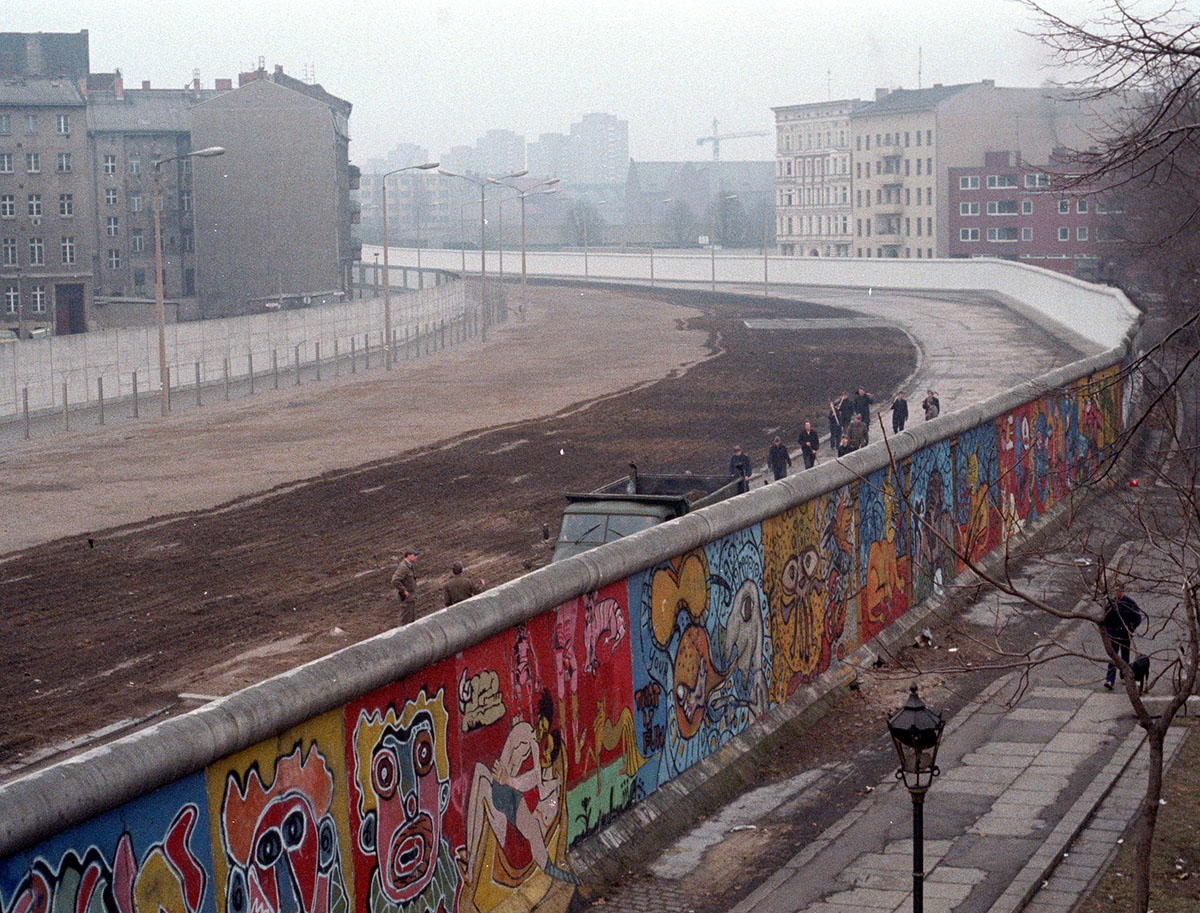
彩られたベルリンの壁の西側（1986年）

1985年にソビエト連邦共産党書記長にゴルバチョフが就任し、それまでの閉塞状況であったソ連にペレストロイカ（改革）を推し進めて、この動きはやがて東ヨーロッパ諸国、とりわけ80年代初めから国内で連帯運動が起こったポーランドとハンガリーに波及し、1988年にポーランドでは非共産党政権が誕生し、ハンガリーでも社会主義労働者党の改革派が政権を担った。これが1989年になると、他の東ヨーロッパ諸国にも大きな影響を及ぼした。
1989年5月2日、既に民主化を進めていたハンガリーのネーメト首相が、オーストリアとの国境にある鉄のカーテンと呼ばれる国境の鉄条網を撤去すると、ハンガリー経由での国外出国に希望を持った東ドイツ国民が夏期休暇の名目でハンガリーを訪ね、そこに滞留する事態となった。
8月19日、汎ヨーロッパ・ピクニックが欧州議員オットー・フォン・ハプスブルクの主催でこれにハンガリー政府の改革派の後援により、ハンガリーとオーストリアの国境付近のショプロンで開催された。これは、秘密裡にハンガリーが東ドイツ市民をオーストリアに越境させることを企図したイベントであった。そしてこの集会のさなかに東ドイツ市民661人がオーストリアへの越境に成功した。その後もオーストリア経由で出国が出来ると考えた東ドイツ市民がオーストリアと国境を接するハンガリーとチェコ・スロバキアに殺到した。8月25日、ハンガリーのネーメト首相は密かに西ドイツを訪れてコール首相と会談し、東ドイツ市民をオーストリア経由で西ドイツへ出国させる決断をしたことを明らかにした。やがて西ドイツ側の受け入れ準備が整った9月11日にはハンガリー政府は正式に東ドイツとの協定を破棄して東ドイツ市民をオーストリア経由で西ドイツへ出国させた:82。9月30日には、チェコスロバキアのプラハの西ドイツ大使館に集まっていた東ドイツ市民4000人の前に西ドイツのゲンシャー外相が現れて西ドイツへの出国が可能となったことを伝え、月末までに約3万人が出国した。
もはやベルリンの壁は有名無実化しつつあり、東ドイツ国内でもデモ活動が活発化していた。
こうした国民の大量出国やライプツィヒの月曜デモ等で東ドイツ国内は混乱していたにもかかわらず、最高指導者のエーリッヒ・ホーネッカー社会主義統一党書記長は改革には背を向け続けていた。10月7日の東ドイツ建国40周年記念式典のために東ベルリンを訪問したミハイル・ゴルバチョフがその際行われたドイツ社会主義統一党幹部達との会合で自らの進めるペレストロイカについて演説をしたのに対し:8、ホーネッカーは自国の社会主義の発展を自画自賛するのみであった。ホーネッカーの演説を聞いたゴルバチョフは軽蔑と失笑が入り混じったような薄笑いを浮かべて党幹部達を見渡すと、舌打ちをし:9、ゴルバチョフが改革を行おうとしないホーネッカーを否定したことが他の党幹部達の目にも明らかになった。これを機にエゴン・クレンツ（政治局員・治安問題担当書記・国家評議会副議長）やギュンター・シャボフスキー（政治局員・社会主義統一党ベルリン地区委員会第一書記）ら党幹部達はホーネッカーの退陣工作に乗り出した:15。10月17日、政治局会議でシュトフ首相が提議したホーネッカーの書記長解任動議が可決し、ホーネッカーは失脚し、後継者となったのはクレンツであった。

### 11月9日

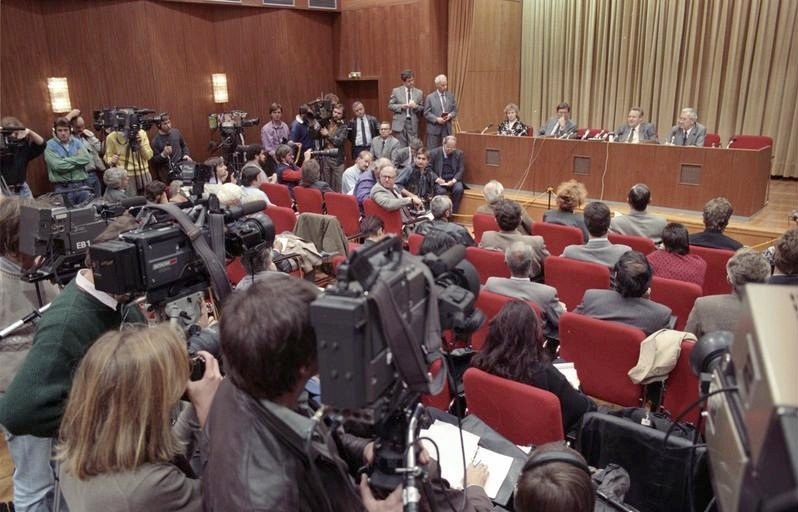
「旅行許可に関する出国規制緩和」を発表するシャボフスキー（1989年11月9日）

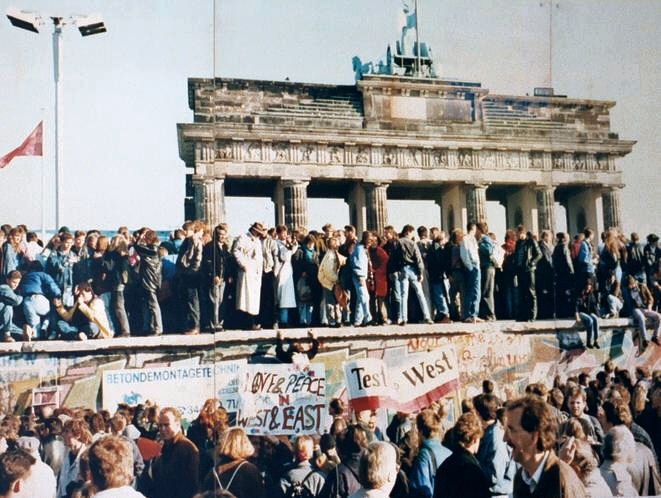
壁の崩壊に歓喜するベルリン市民

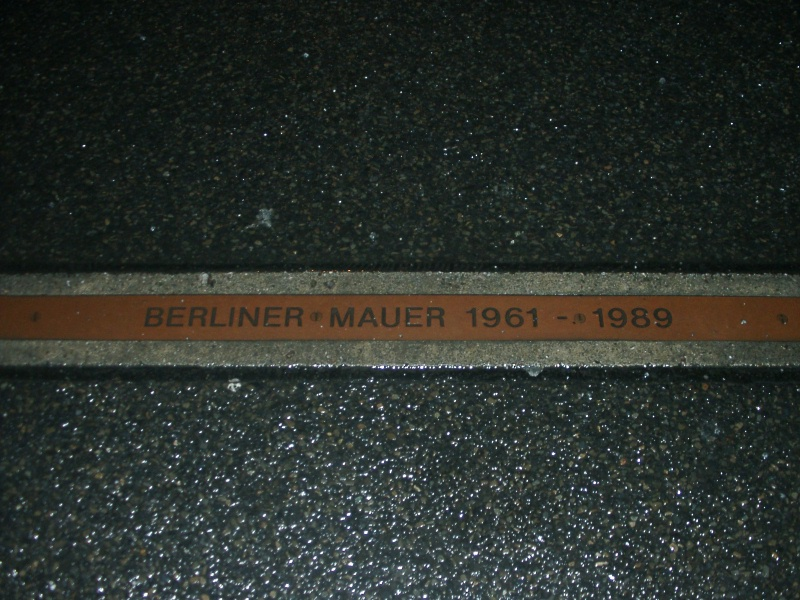
壁が撤去された後の路面に残された刻銘

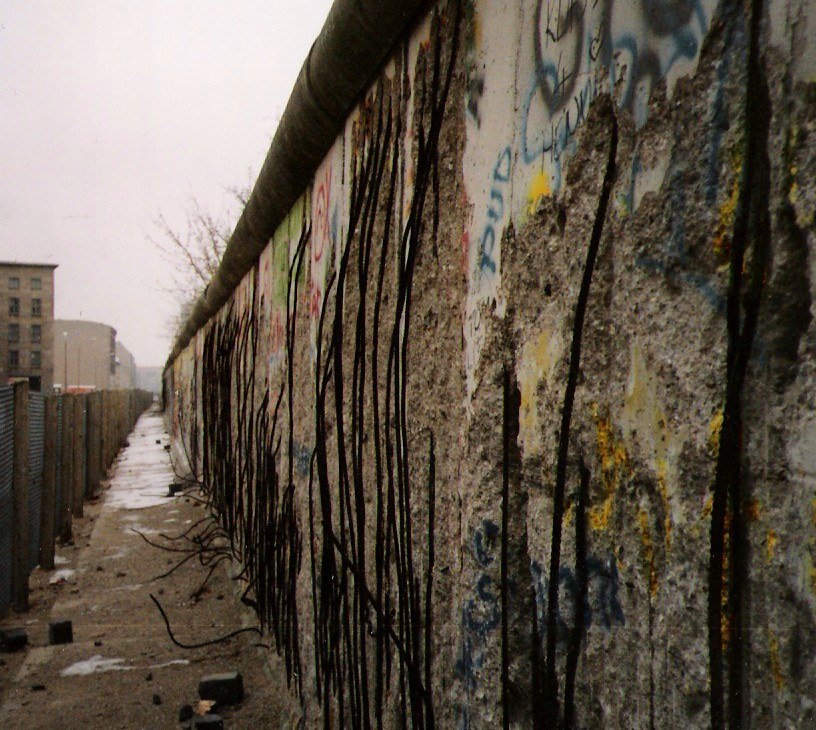
ほとんど全ての壁は崩壊後に散り散りになった

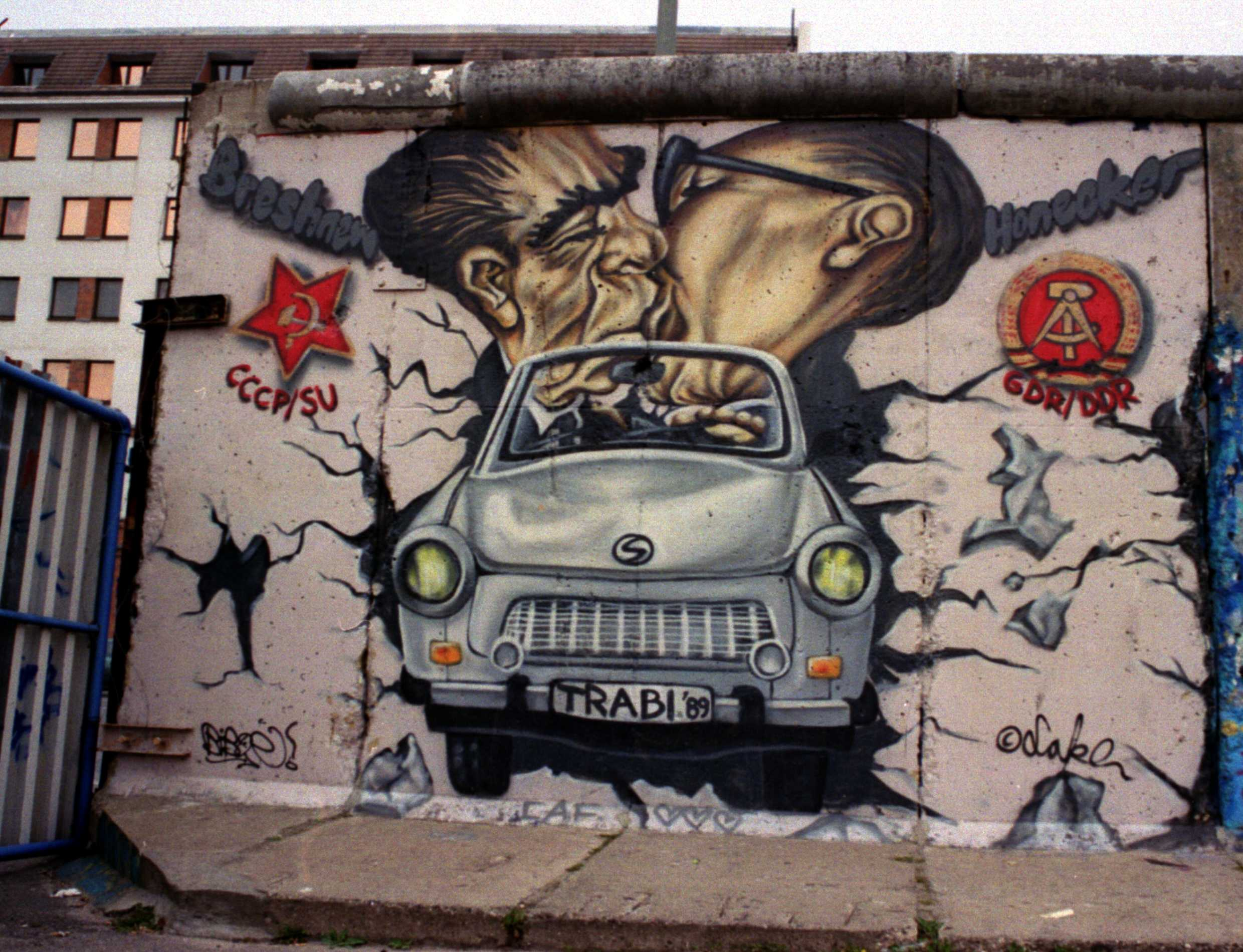
ホーネッカーとブレジネフが接吻して挨拶する有名な写真のモチーフと、東ドイツの国民車トラバント（ベルリンの壁跡の落書き）

1989年11月9日、この日エゴン・クレンツ率いる社会主義統一党中央委員会総会で翌日から施行予定の出国規制を緩和するための新しい政令案を決定した。その日の夕方、クレンツ政権の広報担当者シャボフスキーは、この規制緩和策の内容をよく把握しないまま定例記者会見で「東ドイツ国民はベルリンの壁を含めて、すべての国境通過点から出国が認められる」と発表し、いつから発効するのかという記者の質問に「私の認識では『ただちに、遅滞なく』です」と答えてしまった。シャボフスキーは、中央委員会の討議には出席しておらず、クレンツからも細かい説明もなく、また中央委員会で攻撃に曝されていたことで、クレンツ政権内部が混乱したことがその原因とされる（ベルリンの壁崩壊）。
ただし、その質問をしたイタリアの記者エーマンは、2009年に「会見前、シャポフスキー氏とは別の高官から電話で『出国自由化の時期を必ず質問するように』と言われた」と回想している。これが真実であれば、歴史的なベルリンの壁崩壊は、記者会見における凡ミスの結果ではなく、演出者と協力者の関係をもとに綿密に予定されていたシナリオであったといえる（ただしシャポフスキーはそれを否定している）。
この記者会見を各国メディア及び東ドイツ国営テレビ局などが報道し、同日夜には東ベルリン市民が東西ベルリン間の7か所の国境検問所に殺到した。旅行自由化の政令は実際は査証発給要件を大幅に緩和する法律であり越境にはあくまで査証が必要であったが、殺到した市民への対応に困った国境検問所の国境警備隊の現場指揮官は、政府からの指示もなく、11月9日22時45分に止む無く国境ゲートを開放した。査証の確認なども実行されず、ベルリンの壁はこの時に有名無実となった。
11月10日に日付が変わると、どこからともなく持ち出された重機などでベルリンの壁の破壊が始まった。のちに東ドイツによって壁はほぼすべてが撤去された。ただし歴史的な意味のある建造物のため、一部は記念碑として残されている。
ベルリンの壁崩壊により東西両ドイツの国境は事実上なくなり、翌1990年10月3日、東西ドイツは統一した。

### 文化財保存
ベルリンの壁崩壊とドイツ再統一、更に冷戦の終結にいたりベルリンの壁は名実ともにその存在意義を失った。その一方で、ベルリンの壁は米ソ冷戦の象徴的遺跡としての保存の声が高まりシュプレー川沿いの約1.3kmの壁（イースト・サイド・ギャラリー）は残された。この部分には「ベルリンの壁建設」にインスピレーションを得た24の国の芸術家118人による壁画が描かれた部分であり、その中には「ホーネッカーとブレジネフの熱いキス」を描いた戯画も含まれている。
文化財として保存が決まったものの、経年による劣化と観光客の落書きとその場しのぎの上塗りによる補修で保存は危機的状況に陥った。2000年には寄付によって壁の北側は修復され、2008年に残りの補修には250万ユーロの寄付が必要と試算された。2009年には残る部分の修復に着手している。
その他、ベルリン中央部のニーダーキルヒナー通り沿いの一帯（ゲシュタポ本部や国家保安本部があったあたり）には、再統一後に「テロのトポグラフィー」という博物館が建てられ、この部分に沿って建っていたベルリンの壁も残されている。さらに記念品としてライン川畔のコブレンツに白い壁を2枚移設し、また日本には宮古島市上野のうえのドイツ文化村に2枚移設している。この時に地下を含む構造が明らかになり、地下のL字型の下のコンクリートが東ベルリン側が数倍長いのは、地下から（＝塀の下を掘り返して）の逃亡を防ぐためだったと見られている。

## 狙撃裁判
ベルリンの壁が崩壊し、東西ドイツの統一が実現した後に、ベルリンの壁について、国境警備隊による越境者への狙撃及び射殺に対してどのように扱うかは喫緊の課題であった。壁崩壊の翌年1990年には国境警備兵に対する裁判手続きが進められていった。東ドイツの狙撃兵は東ドイツの国内法では訴追は出来ないため、道義的概念は持ち込めるのか、事後に成立した法に基づく訴追は遡及効禁止と齟齬を及ぼすのか、法が正義に反する場合は実定法に対して正義と道義が優先されるのか、射殺命令を執行した狙撃兵と射殺命令を出した上官との罪の上下は…などドイツ国内で様々な議論がなされた。この後にドイツの裁判所はベルリンの壁の死者と射殺命令に関する審理にほぼ15年を費やした:227-230。
ドイツ連邦議会は1992年に「ドイツにおけるドイツ社会主義統一党独裁の歴史と帰結の批判的総括」を行うための調査委員会を設置した。そして2年後に社会主義統一党独裁のほぼ全局面を明らかにする15,000ページ余りの調査報告書を公表し、この中で東ドイツで行われた国家犯罪や人権侵害など負の遺産についての真相究明、責任や罪の承認、浄化や和解、補償と賠償、そして裁判などが述べられていた。これらには独裁の犠牲者を悼み、犯行者を処罰することも含まれていた:227-229。
かつてナチス時代の暴力犯罪に対して、法が正義に反する場合に実定法よりも正義と道義性が優先されるのか、といった論争があったが、狙撃兵裁判でもその論争は再燃した:231。そして越境する者に対して射殺命令をいつ、誰が発したかも焦点となり、1961年夏のベルリンの壁建設の9日後に社会主義統一党政治局が発砲命令を出したと言われるが:31、それが明確な文書としては残っておらず、当時のブラント西ベルリン市長が東ドイツの国境警備兵に「自分と同じ国の人間を撃つな」と訴えた時に、ウルブリヒト第一書記は「国境を侵す者には、武器を用いてもその行動を慎むように命じなければならない」と語っていた:31-32。
その射殺命令およびその実行に関して、東ドイツの最高指導者と政権幹部、国境警備隊幹部、現場の兵士に対して、1990年10月からドイツ再統一後のドイツ連邦共和国の裁判所で裁判が行われ、裁判所は社会主義統一党中央委員会政治局から狙撃兵に至るまで途切れることなく責任の連鎖が存在することは確認した。そしてその際に、社会主義統一党指導部は市民の生命を保護し身体無傷性を守る義務を負っていたとして「民主共和国市民の人格と人権は不可侵である」としたドイツ民主共和国憲法と国際人権協定をその字義どおりに解釈した:233。
このドイツ民主共和国の不正を理由として始められた捜査手続きの総数は壁の射殺事件以外も含めて約10万件に達すると見られ、この総数に対しての有罪判決はおよそ133分の1の数であった。この内に両独国境での強行犯罪については総計244件の訴追があり、466人が告発されて385人に判決が下され、110人が無罪で、275人の有罪が確定した:234。刑の量定は連隊司令官、国境警備隊長、政治局員まで地位に順じて重くなった。しかし大半の被告は執行猶予付の判決で、命令権者の20人は執行猶予の付かない自由刑の有罪判決であった。これらの不正行為と見なしたものの捜査と裁判が最終的な処理が終えたのは壁崩壊から16年が過ぎた2005年であった:233。
ドイツ社会主義統一党幹部
- ヴァルター・ウルブリヒト …壁建設時の社会主義統一党第一書記（後に書記長）。1973年死去。
  - 戦後の東ドイツの最高指導者。1971年に引退。ベルリンの壁の構築の提唱者であり、実行者であり、そして最高責任者であった。壁建設後に武器の使用を躊躇わず、射殺命令を出したと言われている。[要出典]壁崩壊時は既に死去していたので、訴追はされなかった。
- エーリッヒ・ホーネッカー…壁建設時の党書記。1976年より1989年10月まで社会主義統一党書記長。
  - 壁建設の陣頭指揮に当たり、壁を越境しようとする者に対して射殺命令を出したとされて、統一後に49件の殺人罪によって起訴されたが、1993年に刑事裁判が免除され、翌年逃亡先のチリで病死する。
- ヴィリー・シュトフ…内務相、国防相、閣僚評議会議長（首相）、国家評議会議長（元首）などを歴任。1976年10月から1989年11月まで閣僚評議会議長（首相）。
  - 1991年にベルリンの壁関連の殺人罪で逮捕されたが、翌年8月に健康上の理由で釈放され、最終的に審理停止となる。
- エーリッヒ・ミールケ…1957年から1989年11月まで国家保安相。
  - 1993年に射殺命令の責任者として起訴され、別件の警官殺害の件で懲役6年の判決であったが、1995年に釈放され、2000年に死去する。
- ハインツ・ケスラー…空軍司令官、参謀総長、国防次官を経て、1985年から1989年まで国防相。
  - 1993年に懲役7年6ヵ月の有罪判決を受け、1998年に出所した。 2017年に死去。
- ギュンター・シャボフスキー…壁崩壊時の党広報担当者。社会主義統一党ベルリン地区委員会第一書記（ベルリン支部長）。
  - 1997年8月にベルリンの壁での3人の殺害の件で懲役3年半の判決を受けた。しかしシャボフスキーが無実の人間が殺害されたことに対して責任を認めたことが考慮され収監期間1年ほどで釈放された[129]。その後、保守主義に転向し、共産主義者であった過去に対して批判的になった。2015年に死去。
- エゴン・クレンツ…壁崩壊時の社会主義統一党書記長。
  - 1999年に懲役6年半の判決を受けた。党幹部としての責任（治安問題担当書記を兼務していた）を問われたが、ベルリンの壁犠牲者には遺憾の意を表している。シュパンダウ刑務所で1999年から2003年まで4年間の収監であり、昼間は刑務所外で働くことができるという半自由刑の扱いとなった。ただし、有罪判決が出た後にヨーロッパ裁判所に抗告し、その際にベルリンの壁の死者は東ドイツ政府の責任ではなく冷戦の犠牲者であると主張した。
- ギュンター・クライバー…壁崩壊時の社会主義統一党経済専門委員
  - 懲役3年の有罪判決であった。
- クラウス＝ディーター・バウムガーテン…壁崩壊時の国境警備隊隊長
  - 懲役6年半の有罪判決であった。

国境警備隊兵士
壁で越境しようとした市民を射殺したと訴追された警備隊兵士からは、「的を外して撃った」との主張がなされることもあったが、多くは射殺命令を実行したと認定された。しかしその兵士に対して、最終的には、執行猶予付きの有罪判決の場合がほとんどであった。「殺意なき殺人」として処理されている。また1997年のエゴン・クレンツの裁判で、裁判官は「国境警備隊は国境の安全に責任を負っていた。警備兵に下された射殺命令は実際にはイデオロギー上のものであった」と裁定している。
1961年8月24日に壁付近で川を泳いで最初に銃の犠牲者となったギュンター・リトフィンの事件では、彼を撃った兵士は1997年に裁判で禁固18カ月の有罪判決であったが執行猶予がついた。「やや軽度の重大事犯」にあたる故殺と見なされた:33。
1962年8月17日に壁を越えようとして撃たれ、東側に落下してからしばらく虫の息だが生きていたものの東西両側から救助されず、1時間後にその場で失血死したペーター・フェヒターの事件では、1997年3月に元国境警備兵2人が殺人罪で訴追された。裁判長はどちらが彼を撃ったのか判断できないとして、裁判時には61歳であったロルフ・フリードリッヒに21カ月、エーリッヒ・シュライバーに20カ月、それぞれ執行猶予のついた有罪判決であった。しかし裁判長はフェヒターの失血死について警備兵のどちらにも責任がないとしたが、起こった事実は容認しがたいと明言した。ペーターの父は傷心で精神を病み1968年に亡くなり、母も精神を病み1991年まで生きたが壁崩壊についてはっきり理解することが出来なかった。姉ギーゼラは「弟はドイツからドイツへ行こうとしただけで撃たれた、そして誰も助けようとはしなかった。」と泣いた。後日、ロルフ・フリードリッヒは「本当に申し訳ない。フィヒターに謝罪したい。」と語っていた。
1989年2月6日にベルリンの壁で最後に射殺されたクリス・ギュフロイの事件では、1991年9月に国境警備兵4名が告発され、法廷で命令遵守を訴えたが人道に対する罪で、致命傷を与えた銃弾を放ったインゴ・ハインリッヒは3年半の懲役の判決が下りるものの、1994年に減刑されて2年の保護観察となった。同僚のアンドレアス・キューンパストは懲役2年に執行猶予が付いた。当初東ドイツはこの壁で死者が出た事実を否定する方針であったが世界中から非難されて認めざる得なかった。クリスの母カーリン・ギュフロイはシュタージにいつか息子を殺した罪に問われるだろうと言い放ったが、鼻でせせら笑われるだけだったという。この裁判では結局発砲を命じた側は罪に問われなかった。
なおこのギュフロイの死去に関して東ドイツ政府は新聞に家族からの死亡広告を出すことを許可し(壁の死者で許可されたケースはそれまで無かった)、葬儀が2月23日に行われ約120人が参列した。それまで葬儀どころか遺体を家族に引き渡すことも、あるいは壁で死んだことも連絡しないケースが多く、壁が崩壊してから壁で射殺されたことを家族が知ったことが多かった。また一緒に越境しようとして国境警備隊に逮捕されたクリスティアン・ガウディアンは裁判で懲役3年を言い渡されたが、西ドイツが身代金を支払い、彼の身柄を引き取った。

## エピソード

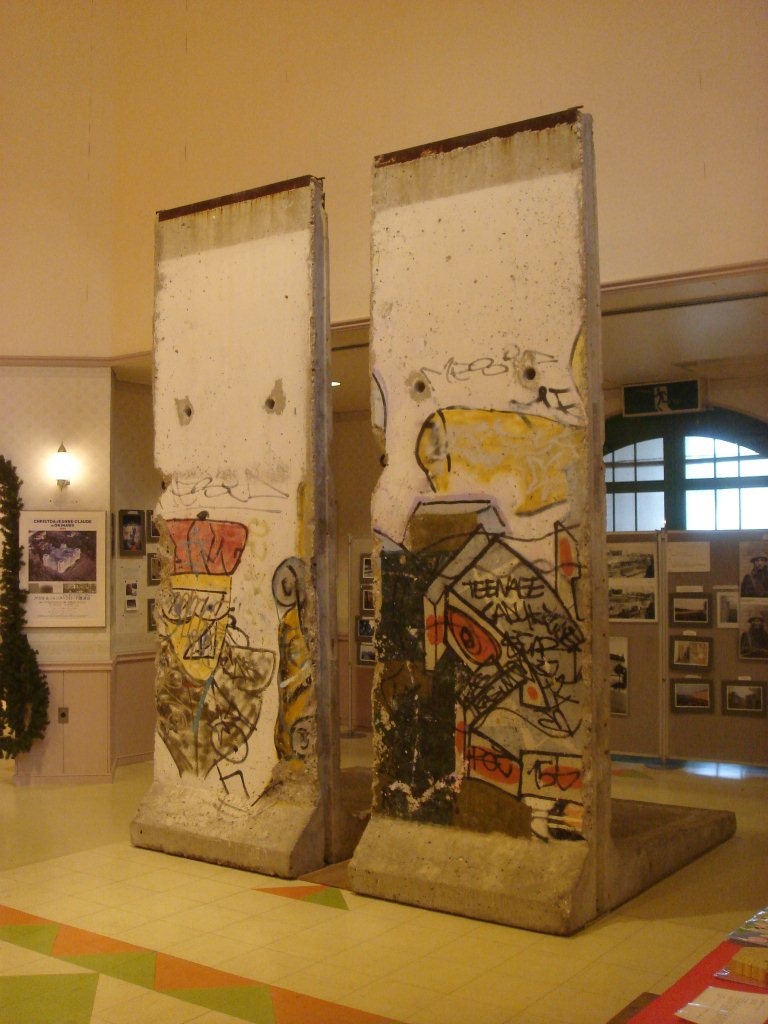
うえのドイツ文化村に寄贈された2枚のベルリンの壁

- 壁の建設と同時に、西ベルリン市民のおよそ1万人が、東側の別荘や畑へ行くことが不可能となった。彼らはその土地の所有者であり、不動産の所有権の証書は保管していたが、やがてそれらは何の役にも立たない紙くずとなった[134]。
- 東西ドイツの国境付近で、同じ町、同じ村で東西が分断された自治体は多い。メドラロイトもその一つであり、村の中を国境線が引かれ「リトル・ベルリン」と呼ばれた[注 27]。
- ベルリンの壁の存在は「越えられない物」「変えられない物」の象徴に例えられた。
- 破壊された壁の破片は、土産品として一般に販売されたりもして出回ったが、壁の原料であるコンクリートには、大量のアスベストが含まれており、破片の取扱いには注意が必要である。流通した壁の中には、墓石を砕いただけの偽物もあった。
- 2009年に行われた世論調査によると、旧西ドイツ出身者が旧東ドイツ復興のため税金が上がったことに、旧東ドイツ出身者たちは旧西ドイツとの所得格差に不満を持ち、7人に1人はベルリンの壁の復活を望んでいるという結果が出た[135]。

### 日本国内
- 神奈川県 - 神奈川県横浜市都筑区にある東京横浜独逸学園には、同じ区内に本社を置くAOKIホールディングスより寄贈されたベルリンの壁の一部が保管されている[136]
- 神奈川県 - ドイツの認証企業であるテュフ・ラインランドの日本法人であるテュフ・ラインランド・ジャパン株式会社テクノロジーセンターの敷地内（神奈川県横浜市都筑区）には、ベルリンの壁のペイントで知られるen:Thierry Noirがペイントをしたベルリンの壁の一部が設置されている[137]。
- 滋賀県 - 一般公開はされていないが、滋賀県彦根市のマルホ株式会社彦根工場内にも、1枚展示されている。[138]
- 大阪府 - 朝鮮半島の南北統一を願う在日韓国・朝鮮人に民族寺院として親しまれている大阪府大阪市天王寺区茶臼山町にある統国寺の境内には、「高さ約3・4メートル、幅約1・2メートル、厚さ20センチ前後」のベルリンの壁が2枚立っている[139]。1998年９月に統国寺の京都の市民団体である信徒の京都耳塚還国実行委員会により「統一の象徴に」と喜捨されたものであり、「民族の統一を願って統国寺に置くのが一番いいですよ」と祈念して置かれたとされる[140]
- 長崎県 - 長崎県西彼杵郡時津町の日本ビソー長崎事業所に、東ドイツ政府より譲られた壁の一部が展示されている。この壁は全長156kmの壁の中で2カ所しかなかった出入用の扉がついている壁のひとつで知られる[141]。
- 沖縄県 - 壁崩壊後2枚の壁が、沖縄県宮古島市上野（旧上野村）のテーマパーク「うえのドイツ文化村」に寄贈された。